# 火ノ丸相撲
『火ノ丸相撲』（ひのまるずもう）は、川田による日本の漫画。川田の初連載作品となる相撲漫画。『少年ジャンプNEXT!』（集英社）・『週刊少年ジャンプ』（集英社）に読切版が掲載されたのち、『週刊少年ジャンプ』2014年26号から2019年34号まで連載され、2019年10月4日には『少年ジャンプ+』に読切「火ノ丸相撲 後日譚」が期間限定で掲載された。話数カウントは「第○番」。
少年ジャンプ作品としては史上初めて大相撲に懸賞が出され、本作の懸賞幕が土俵を回った。また、2016年5月場所から相撲協会公式キャラクター、ハッキヨイ!せきトリくんとのコラボグッズも両国国技館売店で販売されている。
2015年2月にアニマックスでVOMICが放送され、2018年10月からは、相撲アニメでは2014年の『暴れん坊力士!!松太郎』以来となるテレビアニメが放映された。

## あらすじ

### 高校相撲編（18巻159話まで）
弱小の大太刀高校相撲部に現れた1年生、"小さき"少年・潮火ノ丸は実は小学校時代には〈鬼丸〉と呼ばれる次世代の横綱候補だったが、中学時代は体格的なハンデのため、無名の存在となっていた。
しかし、相撲への情熱は消えることなく大太刀高校入学後、上級生の小関とともに相撲部の再建につとめる。道場を占拠していた不良集団のリーダーだった五條が改心して入部したことで最初の団体戦に臨む。中学横綱だった同学年の沙田に勝利したものの、チームは敗退。その後、文化祭の時にレスリング部で国体優勝の國崎を倒して入部を決意させ、さらに初心者の三ツ橋も加わり、新人大会に臨むこととなった。新人大会で潮は順調に勝ち上がるが、その姿をみたかつての大横綱〈大和国〉の息子、久世草介が父の戒めを破り試合への出場を決意する。久世は國崎、五條を破り、決勝トーナメントに進出、1回戦で火ノ丸との対戦が決まる。火ノ丸は久世とたたかうが、敗北、久世はそのまま優勝する。
新たな出発を決意した大太刀高校相撲部に、火ノ丸の小学校時代からの友人、辻桐仁があらわれ、「監督が必要だ」と語る。桐仁は、相撲部の面々にそれぞれの強化メニューを考える。火ノ丸が指示されたのは、猛稽古で知られた大相撲の柴木山部屋への一日入門だった。部屋でプロの技と心を学び、火ノ丸たちはインターハイ千葉県予選に臨む。決勝の石神高校との激戦の末、大太刀高校が全国大会出場を決める。午後の個人戦でも火ノ丸が優勝する。この活躍は校内でも評判となり、高1の堀千鶴子がマネージャーを志願する。それに引きずられるような形で礼奈もマネージャとして入部、かれらは全国大会前の合宿として、名古屋場所を控えた柴木山部屋に迎えられる。そして火ノ丸は元横綱駿海の指導をうけることになる。
インターハイが開幕、個人戦の決勝トーナメント1回戦でいきなり火ノ丸は天王寺と対決、惜敗する。負傷した火ノ丸は団体戦を残りの5人に託し、治療に向かう。潮を欠いても大太刀高は、金沢北高を破り団体戦で勝ち進む。団体戦2日目、潮も復活し、準決勝に進出した大太刀高は鳥取白楼高校と対戦する。沙田をはじめとする石神高校のメンバーは、春の団体戦での経験を身をもって大太刀高のメンバーに教え、陰ながら応援する。白楼は、個人戦準決勝で天王寺が久世に敗れるという衝撃をうけながらも、チームとしての破綻を見せずに勝ち上がってきたのであった。両校の激闘のなかで、三ツ橋は奇手で勝利目前までいくが、同体取り直しとなり惜敗、三ツ橋は負傷する。しかし残ったメンバーで2勝2敗で大将戦にもちこみ、火ノ丸が天王寺を破り、決勝進出、栄華大附属との決勝戦に臨む。決勝戦は三ツ橋の代わりに辻が出場、熱戦をくりひろげた。2勝2敗で決着は潮と久世の大将戦にもちこまれ、潮は久世に勝って団体優勝をはたした。
その後、久世はすぐにプロ入り、9月場所で初土俵を踏む。一方、潮は天王寺とともにアマチュア選手権に出場、優勝した天王寺は幕下15枚目格、3位となった潮は三段目最下位格の付出資格を得た。潮は3月場所から柴木山部屋に入門、高校時代のライバルやチームメイトと競い合うことになる。小関は長門部屋に入門、五條は大学進学、國崎は総合格闘技チャンピオンをめざして渡米、とそれぞれの道を歩むのだった。

### 大相撲編（18巻160話より）
プロ入りした潮は「鬼丸」の四股名を名乗り、1年余りで幕内に上がるも数珠丸との取組で右腕に重傷を負う。一時は幕下まで陥落するも、再び幕内に復帰することを誓った。また他の「国宝」たちも次々と角界入りし、番付をかけ上がる。
三段目付出で初土俵を踏んでから3年後の名古屋場所、鬼丸は遂に幕内復帰を果たす。「天下三名槍」と称される若手力士たちに苦戦しつつも奮闘し、十両となった鬼切（桐仁）との対戦でも勝利。敢闘賞を受賞する。その矢先、大関草薙（久世）を破って44回目の優勝を果たした横綱刃皇が「翌場所で優勝すれば引退する」と勝ち逃げを表明したことで相撲界に激震が走る。
ほどなく場所後の休養にはいった鬼丸を五條礼奈が訪ねる。二人はお互いの想いに気づき、支え合いながら生きていこうと決意する。その矢先、駿海が倒れて入院したと聞いた火ノ丸と礼奈は病院に向かい、自らが優勝する姿を見てほしいと駿海に宣言する。
場所後の巡業が始まる前、大和国部屋で合宿が行われる。そこには国宝世代が部屋の壁をこえて集結し、刃皇打倒のために動き出す。しかし、飛び入りした蜻蛉切が新十両を決めた薫丸を故意に負傷させる暴挙に及ぶ。太郎太刀（小関）の尽力でその場は収まったものの薫丸の怪我は重く、鬼丸を始めとした力士たちは軋轢を抱えたまま巡業に臨むこととなった。巡業でも鬼丸の「無道」による〈捨て身〉の姿はほかの力士たちに揺らぎを生じさせる。鬼丸は不安定な心を引きずりつつも、九月場所を迎える。
打倒刃皇をめざしての国宝たちの戦いが始まった。火ノ丸は初日は死闘の末に大典太に勝ったものの、精神的な乱れは益々酷くなっていき、2日目の刃皇・3日目の数珠丸と連敗するが、礼奈の尽力などで立ち直ろうとはかり、難敵と対戦しながらも兄弟子である冴ノ山の大関取りと優勝を援護するために2敗を維持して場所の中盤に向かう。刃皇も冴ノ山に敗れ、唯一無敗であった大包平も火ノ丸に敗れ、9月場所は混戦模様となる。14日目の夜、五條家にあいさつに行った火ノ丸は、礼奈の父にも認められ、千秋楽の決戦に臨む。千秋楽では1敗の刃皇を追う、2敗どうしの鬼丸と太郎太刀の取組が組まれていたのだった。千秋楽に刃皇が草薙に敗れ、刃皇・冴ノ山・大包平・鬼丸の4人が2敗で並び、優勝決定戦にもつれこむ。そして、トーナメントの結果優勝力士が決まり、刃皇も引退声明を撤回、新しい時代がはじまるのだった。

## 登場人物

### 高校相撲編
声の項はVOMIC版 / テレビアニメ版、1つのみの場合はテレビアニメ版の声優を指す。大相撲編以降の登場人物の詳細は「大相撲編」を参照。

#### 大太刀高校
火ノ丸たちが通う、千葉県にある高校。通称「ダチ高」。部活動の勧誘が盛んで、校内の一角には「部活勧誘ロード」と呼ばれる場所が存在する。相撲部はあるが火ノ丸が入学するまでは部員は小関一人で、道場は不良の溜り場となっていた。

##### 相撲部
潮 火ノ丸（うしお ひのまる）
声 - 江口拓也 / 阿部敦
本作の主人公。1年生。身長152cm（背伸びして丁度160cm）→157cm、体重79kg→92kg。無造作に伸ばした赤毛調の長髪と、身体に残る無数の傷が特徴。あどけなさが残る顔立ちだが、眼光は鋭い。
小学生相撲二冠王となり、その鬼のような強さから、国宝「鬼丸国綱」の異名で将来を嘱望された少年。しかし、中学時代は身長がほとんど伸びず、無差別級競技である相撲において公式戦で実績をほぼ残せなかった。周囲から終わった選手と思われたが、裏で体格差を帳消しにする地道で過酷な「三年先の稽古」を積み続けていた。そして高校入学を期に再び頂点を目指し、相撲界に復帰する。
小学生時代から相撲一筋で横綱を夢見るが、上記のように当時の新弟子検査規定に満たない小柄な体格で、アマチュア横綱になり身長基準が不問となる幕下付出の権利を得る以外、角界入りの手段は無い。それでも彼自身は「高校相撲のタイトルを総なめにして相撲界から頭を下げにくる位の凄い力士となる」という大きな目標を抱く。小兵ながら奇策には走らず、体格差があっても真っ向勝負を挑むことを信条とする。15分間佑真に一方的に殴られ続けてもものともせず、300回四股踏みしても最後まで軸足がぶれず高々と足を上げ続けるなど、小さな体からは想像もできない強靭な精神・肉体を誇り、それが彼の強さの土台となっている。
その小さな体から侮り謗りを受けるも、それを跳ね返すように次々と強敵・難敵を破っていく。五條佑真を倒し道場を取り戻すと、出稽古先の石神高校で全国的に名高い高校力士・金盛を「鬼車」で撃破。春大会予選決勝トーナメントでは、自身が沈んでいる間に最強だった中学横綱・沙田と初対戦に臨み、3年間の集大成とも言える技「百鬼薙ぎ」で勝利をもぎ取り、雌伏の時が報われた事に笑顔を見せた。新人大会では「鬼丸殺し」の異名を持つ相性の悪かった下山に圧勝し「過去の自分」を、同じ小兵ながら火ノ丸と違う相撲で結果を出す狩谷を破り「別の現在の自分」を倒し、その実力を証明する。しかし、「大きな自分」である久世には体格の差を覆せず完敗、高校入学からの快進撃は止まる。その後、遅れて入部した桐仁から、技の伸び代の可能性を示唆され、彼の計らいで猛稽古で知られる柴木山部屋へ体験入門。その実力と心意気を部屋の親方や力士たちに認められ、以降の強化期間中も部屋の朝稽古に参加する。迎えたIH千葉県予選団体戦では順当に勝ち進み、決勝戦で石高の沙田と再戦、前回の対戦から短期間で別人のように進化した彼の圧倒的な力に1度は負けを認めかけるも、初めて経験する精神的敗北（「心」の死）を本能的に拒絶し、体格を与えられなかった「持たざる者」の意地で沙田と同じく「修羅の相」の領域に入った。最後は死の淵で本能的に一撃必殺の新技「百千夜叉墜」を完成させ、彼にしか成し得ない「火ノ丸相撲」で沙田を再び下し、ダチ高の全国行きを勝ち取る。沙田戦で右肘を故障するもそれを仲間に隠し、個人戦では仲間たちとの死闘を繰り広げながら全力で勝ち上がり、満身創痍にもかかわらずIH県予選個人戦も優勝を決める。
IH県予選後は、柴木山親方の計らいで七月場所前の鈴ヶ嶽一門の稽古に参加するため名古屋に赴いた。名古屋城の観光中、偶然出会した国宝・日景との野良試合を敢行するも、事実上の敗北を突きつけられ、新技が全国では通用しないことにショックを受ける。さらに関取との稽古では新技の弱点が完全に露見し、中学時代以上の挫折をしかける。しかし、柴木山親方の懇願で稽古を見に来ていた元横綱・駿海に見いだされ、礼奈とともに修行を受ける。当初は駿海の無茶ぶりに近い課題について行けずにいたが、駿海の自身に対する期待を偶然耳にし奮起、百千夜叉墜の強さと難しさに囚われ技を単調にしていた自分に気付き、崩しやフェイントを入れることで百千夜叉墜に至る道は無限であることを理解した。日景との再戦でこれを証明し勝利、出された課題にも見事合格し、高校相撲の頂点を取ることを宣言する。
IH全国大会個人戦予選では全国の高校力士を相手に圧倒しながら3連勝、決勝トーナメントにて前年度の高校横綱・天王寺獅童と対戦する。徹底的に火ノ丸の研究をしていた彼に苦戦を強いられながらも善戦するが、とっておきの崩し技も既に想定していた天王寺には通じず個人戦は敗退した。試合後の控え室では左腕を痛めていることが発覚、プロ入りの夢も散ったと思われていたが、団体戦で天王寺に勝利すれば叶えられる可能性があると小関に告げられたことで、僅かな望みを繋ぐ。その後は蟹江医師のもと腕の治療に専念・復活し、火ノ丸不在の間はダチ高メンバーが予選を勝ち抜いたことで、天王寺への挑戦権を再び得る。
2勝2敗で迎えた団体戦準決勝大将戦では、攻めのパターンを一気に広げ、天王寺の想定を超えることに成功、「鬼炎万丈の相」へと昇華する。そして天王寺の執念を上回る相撲で勝利し、最初で最後の雄叫びをあげた。決勝の大将戦では、以前敗北を喫した久世との再戦、体力の消耗が激しい苦境の中、自身に問いかける亡き母の言葉が脳裏に浮かび、自身が相撲をする理由が「相撲が好き」であることを再確認し、取組中に始めて笑みを見せた。新たな時代の到来を思わせる極限の技の応酬を見せ、自身の代名詞的な技である「鬼車」で勝利、ダチ高を団体戦優勝に導き、土俵上で初めての嬉し涙を流した。
IH後は見事高校生枠に選ばれ、全日本相撲選手権大会に出場する。痛めていた左腕が完治していなかったため、天王寺との3度目の対戦には破れたものの、第3位の好成績を修め、「三段目付出」の資格を手にする。付出資格は1年の期限付きのため、ダチ高は中退。最後は仲間たちとの送別相撲を取り、それぞれの未来を想いながらも自身は念願のプロ入りを果たす。
一人称は「ワシ」。語尾に「〜じゃ」「〜じゃのう」という古風なしゃべり方が特徴で、機嫌が良いと「うへへ」と言いながら笑うことが多い。これは両親の転勤が多く、幼少期に様々な方言を聴き覚えてしまったことが影響している模様。高校生ながら達観しており、周りの人間には的確なアドバイスをすることが多い。目標に向かい精進する人には誰でも敬意を表し、性根の腐った者や他人の努力を馬鹿にする者は許さず、時に暴力に訴える。しかし、自分への誹謗は割と冷静に流している（ただし、低身長を引き合いに相撲を舐めていると言われるのは我慢ならない様子）。己の信念を貫き通す男気のある性分ではあるが、裏を返せば頑固でもありそれが中学時代孤独になっていた要因でもあった。しかし、ダチ高メンバーや柴木山部屋の面々との交流を経て徐々に軟化していく。
携帯電話・スマートフォンなど、連載中の中高生に普及している情報機器は扱えず、持っていない。ダチ高の学生服にはブレザーが指定されているが、中学時代の学ランを着用する。歴史マニアで、城や戦国武将の話題になると、子供のように目を輝かせる。相撲に全力で打ち込みながら勉強も手を抜かず、インターハイ前の中間テストでは全教科で平均点を大幅に上回る学年上位の成績。佑真を倒したことから当初はクラスメイトから恐れられるが、面倒見の良さでいつからか「兄貴」と呼ばれ慕われるようになる。体育祭では紅組応援団長に就任し、冷ややかだった周囲の生徒たちを奮い立たせ、最後にはチーム全員で号泣する卓越したカリスマ性を見せた。両親は既に他界し、肉親は母方の祖父母のみの模様。
小説版では、小学生時代が書かれており、鬼丸と呼ばれるようになった経緯が書かれている。
作者によると、初代若乃花をなんとなくイメージしてキャラクターを作っているとのこと。
大相撲編
四股名は「鬼丸 国綱（おにまる くにつな）」。大太刀高校中退で柴木山部屋に入門し、三段目付出で初土俵を踏む。
スピード出世で幕内昇進後、程なくして数珠丸との取組で右腕を負傷。1度は幕下の下位まで降格するも、2年の歳月をかけて幕内の西前頭13枚目までに復帰する。九月場所での番付は西前頭3枚目。
目標としていた横綱刃皇の突然の引退宣言や病床に伏した駿海、薫丸が蜻蛉切に重傷を負わされた事件など、様々な要因で内心焦りを感じ、相撲内容にもそれが反映されることとなる。花相撲にもかかわらず、蜻蛉切との取組では内に秘めた凶暴性が「修羅の相・無道」として発現。九月場所初日では大典太にもこれで勝利するも、その投げ遣りな相撲は横綱・刃皇には通じず敗北、数珠丸にも敗北を喫し2連敗となる。周りの声も聞こえないほどに追い込まれていくが、礼奈の励ましや生前の母のビデオレター・大太刀高校相撲部（部長の小関を除く）の面々と再会したことで、漸く心の落ち着きを取り戻す。
続く大般若との取組でまだ開けていない自身の引き出しを解放して白星を上げたことを皮切りに、金鎧山との取組では「心・技・体」に加え「愛」に目覚め、草薙との取組では右腕のイップスを解消、童子切、百乃花と四大関を立て続けに撃破する。10日目、自身の中にある凶暴性を自覚しつつも、それを飼い慣らす「無道・馭」でただ1人無敗のまま連勝を走る大包平にも土を付けた。因縁の三日月との再戦では、数多の修羅場を乗り越えた心で「覇燗万丈の相」に辿り着き、彼の強さを十二分に引き出しながらも自身がたどり着いた「横綱相撲」で勝利。その後は、同じく12勝2敗を守る元ダチ高メンバーの太郎太刀と対戦、鬼丸に迫りたい一心の太郎太刀の真っ向勝負に応え、完勝。同部屋の兄弟子、冴ノ山との優勝決定戦では、互いに敬意を表しながら全力でぶつかり合い、櫓投げ「鬼楼」で勝利、史上最強の横綱・刃皇との再戦の権利を獲得した。
千秋楽、迎えた大一番では刃皇の圧倒的・神的・支配的力量にも一歩も引かずに死闘を演じる。刃皇裁判では、神の依り代にはなれないことを自覚しつつ「神に刃向かう異形としてこの地獄を闊歩する、鬼神となる」と確固たる意思を表明。これまでの連戦で尖らせた勝負勘で刃皇の隙を突き、百千夜叉墜で勝利、九月場所を初優勝で飾った。初優勝から半年後のエピローグでは、小結に昇進している。
プライベートでは礼奈と正式に交際を始め、彼女の両親に公式に認められた上で、公開プロポーズの宣言通りに九月場所終了後に結婚した。
小関 信也（おぜき しんや）
声 - 村田太志 / 落合福嗣
3年生。相撲部の部長。身長173cm、体重108kg。力士としては低身長だが、相撲取り然とした立派な体格が特徴。
廃部同然の弱小相撲部で「大関」の呼び名でからかわれていた少年。初登場時は中学時代から5年間公式戦未勝利、部員に手を出さないという条件付きで道場を佑真ら不良たちに占拠されていた。ダチ高一の腰抜けと罵られるも、2年間1人で相撲部を守っていた。道場が使用不能の時も、トレーニングや西上高校への出稽古などで稽古は怠っていない。
優しく真面目で、常に気配りもできる常識人。気が弱く卑屈な面もあり、おおよそ格闘技向きではない性分。しかし相撲を心から愛しており、その真摯さ・粘り強さは実力者である火ノ丸や真田たちも尊敬・畏怖の念を抱く。当初は自分を卑下する場面も多々みられたが、火ノ丸との出会い、部員たちとの交流を機に部長という立場を自覚し、徐々に堂々とした言動が身に付く。
IH千葉県予選一回戦大将戦では注目されない中で電車道を決め圧勝、観衆の度肝を抜く。団体戦決勝副将戦では1勝2敗と後の無い状況で真田と当たり、火ノ丸らの激励もあって真田の猛攻にも耐えながら、がっぷり四つの引き付け合いに持ち込み、最後まで「心」を強く持ち続け、激闘の末勝利する。ダチ高全国行きを決めた後、個人戦ではモチベーションを低さが懸念されたが、尊敬する力士相手に金星を上げたいという野心を胸に火ノ丸と対戦、右腕を負傷していたとはいえ全力の火ノ丸と互角の引き付け合いを繰り広げる。惜敗はしたものの、この試合で自身も火ノ丸のライバルたりうる事を示した。このように良くも悪くも「心」の状態が実力に影響しやすい力士で、名古屋での強化合宿ではそれが浮き彫りとなり、金沢北高校の相沢との邂逅でそれが度胸の無さゆえの弱点である事を痛感。しかし、それと同時に自身が積み上げたダチ高相撲部の歴史に自負を持ち、「ダチ高相撲部が最高だってことを日本一になって証明します」と宣言、度胸をつける。
IH全国個人戦で敗退し憔悴する火ノ丸にプロ入りの可能性が残っていることを提示、奮起させる。その後、火ノ丸が不在の中、団体一回戦では因縁の相沢と対戦し、会心の立ち会いで圧勝、真田戦以上のアグレッシブな攻めに観客を驚かせる。団体準決勝の鳥取白楼戦では、合気道の使い手である榎木と当たる。技で上を行く榎木に追い詰められ「首捻り」で逆転を狙うがあと一歩及ばず敗北した。続く団体戦決勝では国宝級との呼び声高いされるダニエルと対戦、一足早い鬼丸対草薙戦と揶揄される。しかし、久世になりたいダニエルと、火ノ丸とライバルでいたい小関の「心」の差を見せ、辛抱強い相撲でダニエルの大蛇断に耐え勝利。大将戦では火ノ丸も久世に勝利したことで、宣言通りにダチ高は日本一となった。送別相撲では火ノ丸に電車道を決め、高校卒業と同時に自身も大相撲の世界に飛び込むことを宣言した。
歌が非常に上手く、ダチ高相撲部でカラオケに行った際はメンバー全員が涙を流すほどの歌唱力がある。意外に少食で千比路からは「見かけ倒しか」とつっこまれるが、甘い食べ物は好物らしく、人並みには食べられる模様。稽古場で火ノ丸に勝ったときには嬉しさのあまりケーキを買って帰宅した一面も。
読切版では、相撲好きという設定ではない。
大相撲編
22歳。身長173cm。体重146kg
大太刀高校を卒業後、長門部屋に入門。四股名は「太郎太刀 信也（たろうたち しんや）」。
入門した当初は、三段目と序二段を行き来し伸び悩む。童子切の付け人として彼に稽古をつけてもらうことが多かったが、猛稽古の苦しさにも付いていけずに1度逃げ出している。自身に才能がないことを嘆くが、自分がなぜ長門部屋を選んだのかを追懐し、鬼丸のライバルになるために選んだことを思い返し「心の火」を入れ直して稽古に戻る。その後は、勝率を上げるために四つ相撲を捨て、徹底的な押し相撲一本に転向し、その愚直さを武器に結果を出し始めた。
九月場所では新入幕となり、西前頭16枚目から快進撃を続け、100年ぶりの新入幕の優勝を観客から期待される。2敗をキープして臨んだ鬼丸との取組では、万全な状態の彼と初めて戦えることの喜びを感じ、強くなった自分を報告するように土俵上で語り合う。体ごとぶつかる押し相撲で真っ向勝負を挑むも、最後は渾身の押しを全て受け止められ押し出しで敗北した。しかし、その目には嬉し涙があった。表彰式では自身初の敢闘賞の受賞に笑顔を見せ「まだまだこれからだ」と来場所への意気込みを語っている。
五條 佑真（ごじょう ゆうま）
声 - 武内駿輔 / 熊谷健太郎
3年生。身長186cm、体重87kg。銀髪の逆立てた髪型が特徴。五條礼奈の兄。
ダチ高不良グループのリーダーとして初登場する。空手の有段者で、入学以来喧嘩で負けたことが無く、「ダチ高最強の男」と持て囃されていた。相撲を「裸同然の姿で男同士が抱き合う競技」と嘲り、小関から相撲道場を奪って不良の溜まり場にした上、小関が校庭の隅に作った手作りの土俵も破壊する。それに激怒した火ノ丸に対し、人間サンドバッグを彼に行うが自身の体力と拳の耐久力が先に底をつき、火ノ丸のぶちかまし一発で吹き飛ばされ完敗する。
その後、火ノ丸に半ば強制的に石神高校相撲部への出稽古に誘われる。沙田・金盛ら強豪たちを目の当たりにし、自らがダチ高という箱庭の王に過ぎなかった事を痛感。真の意味で最強を目指すべくプライドを捨て、自分たちが荒らした部室を掃除し、小関に過去の無礼を謝罪した上で入部する。その後は喧嘩と煙草をやめ、重要局面で小関を「部長」と呼び敬意を払うようになる。入部後も一部舎弟からは慕われ、試合で応援される。
空手・喧嘩の経験を相撲に生かし、突っ張りといなしを主体とした取り口を得意とするようになる。相撲に真摯に向き合うにつれ、不良時代の振る舞い（特に小関に対する横暴）を省みるようになり、自身の非行が原因で確執があった恩師・高荷との経緯を経て、「覆水を盆に返す」という言葉を胸に改めて自身の勝利で部に貢献する決意を固める。引き技に対する弱さを桐仁から提示された対策稽古で克服し、さらに磨きをかけた空手技による怒涛の連打を浴びせIH県予選一回戦で難なく3勝目を上げ、ダチ高強しの気風を観衆に広げる。決勝中堅戦では金盛と当たり、突き合いの勝負で大技「掛け突き 破城掌」を決め一旦優位に立つが、実力差を埋めるには至らず敗北。個人戦で金盛と再戦するも組まれたら何もできなくなる弱点を見透かされ完敗。蛍と共に今はお荷物である事を自嘲しつつ全国ではチームに貢献する事を誓う。
全国大会前に組まれたペア特訓では、過去の自責の念に苛まれ、小関と本気の稽古ができないことが発覚した。しかし、既に佑真のことを赦している小関の懐の深さと思いを知り、以前のように相撲を楽しみながら、小関への「贖罪」、高荷への「恩義」を抱えて強くなることを改めて決意する。その後は、目を瞑って脳内のイメージと実際の動きのズレを修正する空手の型の特訓を課された。迎えたIH団体戦一回戦では次峰として金沢北高校として強敵、瀬良との対戦を組まれる。序盤苦戦を強いられるも、火ノ丸不在の状況に奮起し連打で形勢を逆転、苛立ち不用意に前に出た瀬良に「掛け突き 破城掌」を浴びせて勝利を飾った。団体戦準決勝の鳥取白楼戦では副将として出場、1勝2敗の後がない状況に震えが止まらずにいたが、火ノ丸の言葉で落ち着きを取り戻し、空手の「息吹」で乱れた呼吸を整えバトとの対戦に臨んだ。稽古で染み込ませてきた空手の型の成果により死角にある腕を掴み・払う技術を駆使、手繰り追い突きや、変形三所攻め「呼び掛け」から「渡し込み」を仕掛けるなど、奥の手を出し惜しみせず使用し、最後は死力を尽くした怒涛の連打で土俵から押し出し勝利、覆水を盆に返し、ダチ高の窮地を救った。団体戦決勝では中堅として四方田と対戦、序盤を突き押しで優勢に進めた。途中、廻しを取られるも小関とのペア特訓の成果を見せ「組まれると弱い」と周知されていた弱点を克服・成長した姿を見せる。しかし実力差は覆せず四方田には腹で吊られて土俵際に運ばれ、あと一歩足りず惜しくも敗れた。しかし「勝ってもう一度高鳴りたい」という自身の純粋な気持ちで戦えたこと、ダチ高相撲部で過ごした日々の充実感を感じながら、試合後は清々しい顔で土俵を降りた。引退後も自主トレは欠かさず、送別相撲では自身が壊した小関の土俵を修復、その上で火ノ丸と全力の突き合いを繰り広げた。
実家は金持ちで、父親は大学病院の副院長。空手・そろばん・習字・水泳と大方の習い事を極めたが、その育ちの良さが逆に劣等感となりグレた一因になる。しかし、基本的には何でもできる家庭的なタイプで、掃除は隅々まで行う几帳面さを持ち、火ノ丸のピンチヒッターで作ったちゃんこ鍋が好評を呼ぶなど料理も得意。県予選の祝勝会では「肉が輝く」高度な肉焼きのスキルや、うっとりするような皿の盛り付けを発揮し、店長をして「バイキング最強の男」と評された。学業も優秀で、不良になった後も授業にはきちんと出席しており、本人いわく「授業を聞いているだけ」で余裕で学年上位の成績を維持するほど地頭が良い(千比路には「それでも不良か」とつっこまれた)。相撲にのめり込んでからは、以前のような粗暴さはなくなり真面目さが際立つようになった。
小説版の二作目では、中学時代が描かれ、不良になった経緯が描かれた。
大相撲編
大学4年生。栄華大学医学部。大学でも相撲を続ける傍ら、スポーツドクターを目指し蟹江医師に師事する。負傷して再起を目標にする鬼丸に空手の稽古をつけ、サポートをする。
礼奈と鬼丸の付き合いを後押ししながらも「結婚するまでは手を繋ぐ以上は許さん」と激怒する場面もあり、そのシスコンぶりは健在。鬼丸と太郎太刀の取組や、礼奈の結婚式では号泣しており涙脆い一面も見せた。
國崎 千比路（くにさき ちひろ）
声 - 佐藤拓也
2年生。レスリング部員→相撲部員。身長180cm、体重97kg。恵まれた体格と、短髪、目付きが悪いのが特徴。鼻絆創膏がトレードマーク。
国体で個人戦優勝するほどの実力者。将来は総合格闘技選手として全米の頂点に立つ事を夢見る高校生。
当初は相撲を「手がついたり土俵から出ただけで勝負がついてしまう負けの重みが軽い競技」と見下すが、学園祭余興の異種格闘技戦で火ノ丸に敗れたことで、「簡単に勝負がついてしまうからこそ勝ち続けるのは難しく、その上で頂点に立つ人間は本物の強者である」と相撲と火ノ丸への認識も改める。学祭はレスリングの次を探す異種格闘技戦であった事を明かし、総合格闘技に必要な相手を押しこむ力、倒されない強靭な足腰を身に付けるべく入部する。その後、新人大会で大河内を下すなど相撲初心者とは思えぬ戦績を上げる。一目で圧倒的強者と見抜いた久世との対戦では、レスリングで磨いたフットワーク・技術を駆使して戦うもことごとく対応され、寄り切られて完敗した。その後、桐人から摺足が身についていないゆえ足を掬われるとの助言を受け、摺足の基礎稽古を目的とした独自の特訓に取り組む。迎えたIH県団体決勝戦では次鋒で荒木と対戦し攻防目まぐるしい技と技の応酬の末、敗北寸前に火ノ丸の「鬼車」で逆転勝利を収め、力士としての才能が開花しつつある事を示した。個人戦では小関と対照的に火ノ丸との初公式戦に滾り、1度見ただけで技術を模倣する並外れた格闘センスと吸収力でこの大会で見てきた様々な技を繰り出すも完敗。実力差を認めつつ火ノ丸が強くなり続ける限り、自分も強くなれる事を感謝した。
県予選終了後は、自身が苦手とする突き押しに対する対策として沙田の対応力を見込み、怪我の治った彼に一時的だが弟子入りをする。この際「いなし」や「おっつけ」などの技術を著しい速度で吸収をしており、IH団体一回戦では国宝である日景を相手に高校一の突き押しを見切り、完封する。試合中に進化しを続ける日景との激闘の末、絶対に勝利を譲らない覚悟から「修羅の相」を発現、幻の決まり手「襷反り」で土をつけた。また、この勝利を切っ掛けに「国宝喰い」の異名で自らを呼ぶように宣言、以降は観客・選手からそのように呼称されるようになる。団体戦準決勝でも中堅として出場、蛍を軽視した発言をした国宝・加納に対抗心を燃やしながら挑んだ。2敗という後のない状況でも全く怯まず、大胆な踏み込みと日景からコピーした突き押しを駆使して優位に立つ。追い込まれて火がついた加納に四つに組み止められるも、なりふり構わない寄り切りで勝利する。団体戦決勝では先鋒として実の兄・真磋人と対戦。彼の自由奔放な相撲にペースを握られるも、相撲を心から楽しむ彼の熱気に当たられ、「自分にとって相撲が何か」を考える。最後は自身も「相撲が好き」であることを再確認し、今まで練習してこなかった頭からのぶちかましで勝負をかけるも、体重差を覆せず土俵際に追い込まれ「合掌捻り」で逆転を狙ったが、自身と同じく相撲とレスリングにも詳しい真磋人に外掛けで返され、団体戦で初の敗北を喫した。大会後の送別相撲ではその自由な相撲で火ノ丸を追い詰めるも「五輪砕き」で寄り切ろうとしたところを担ぎ上げられ敗れる。最後には相撲を通じてスリリングな体験をできたことを感謝し、次に会うときはお互いが頂点に立つことを誓った。
技を習得する勘、動きのツボを見抜く確かな観察眼を持つ類い稀な格闘センスは、沙田や火ノ丸にも「天才」と言い切らせるほどであり、元横綱・駿海にも「金の卵」「相撲に進まないのは勿体ない」と評価される才能の持ち主である。また、格闘技漫画には珍しい味方側にありながら相手の技をコピーするキャラクターでもある。
裏表のない竹を割ったような性格だが、自己顕示欲が強く、自分に負けた相手に痛烈なダメ出しをするため、当初は「ダチ高のアンタッチャブル」と呼ばれていた。空気が読めず自分の横柄さが顰蹙を買っていることにも気付かないため、千比路がいたレスリング部も退部が相次ぎ、最後は彼一人だけになってしまう。さらに自分の退部後にレスリングに復帰している元部員たちを見つけても気付かず、見かねた師岡に諭され漸く嫌われていたことに気付くほど鈍感である。しかしながら、自身の強さにしか興味がなかった自分が変わりつつあることを自覚、相撲に出会い志を同じくする仲間を得て心境が変化し、他人のために勝とうと思うようになるといった精神的成長も見せる。一方で個人戦での仲間同士の潰し合いに戸惑う小関や蛍らに「仲間である事と馴れ合う事は違う」と諭すように格闘家らしい割り切りの精神も持つ。
IH県予選後の祝勝会では大食いで盛り付けががさつな面が見られた。カラオケでは1人で何曲も入れる、飲み物を溢す、人が歌っている途中で演奏中止ボタンを押してしまうなど、自分勝手さが全面に出ていた。公衆の面前で大きな屁をこいたり、不浄負けをしても股間を隠す素振りも見せないことから羞恥心もない様子だが、当の本人は自分が常識があって空気も読める人間だと勘違いをしている模様。
シングルマザーで子持ちの姉と、栄華大附属相撲部所属の兄・真磋人、相撲好きの祖父、妹と弟が一人ずついる。小学5年の時に両親が離婚し、折り合いの悪かった真磋人が父親に引き取られ、自身は母親に引き取られた。桐仁によれば筋金入りの格闘一家で、母親・祖父は柔道、実父はレスリング、義父（母の再婚相手）は元ボクサーと格闘技経験者らしい。勉強は苦手で中間テストでは補習となるが、石高の荒木との出会いで「（勉強で）時間を無駄にしていられない」と赤点は取らないことを心に誓う。
小説2巻では、真磋人と暮らしていた小学生時代が描かれる。
大相撲編
火ノ丸の大相撲入りと同時に大太刀高校を自主退学し、総合格闘技の本場アメリカ合衆国で重量級王者になる夢のために渡米。ストリートの賭け試合でスカウトされた後、総合格闘技のマイナー団体チャンピオンになる。そして、九月場所の頃に帰国して4日目の朝に火ノ丸と再会する。さらに生後10か月の娘・オコメを連れており、皆を困惑させた。しかし、オコメのことで姉と大喧嘩になり実家に戻れなくなり、九月場所が終わるまでに姉と仲直りするという条件と雑用を行うことで、女将の許可を貰い柴木山部屋に居候することになった。
九月場所中は鬼丸の取組を解説。ビデオを少し観ただけで、金鎧山の「大関という地位に満足している」という本質を看破している。また、高校時代に一度対戦した大包平を気にかけており、彼の危険な相撲の裏にある心情を見透かした描写も見られた。
エピローグの火ノ丸の結婚式では髭を蓄えており「よく知らないベルトをもう一本手にいれた」と他の団体のチャンピオンにもなった様子が描かれた（火ノ丸の夢が混じっているため定かではない）。
三ツ橋 蛍（みつはし けい）
声 - 村瀬歩
1年生。元音楽部員。身長162cm、体重50kg。
中性的な顔立ちをした小柄な男子高校生。気弱で同級生の火ノ丸に対しても「さん」付けで呼び、丁寧語で話す礼儀正しい性格。千比路からは「ホタル」と呼ばれる。
6歳からフルートをやっていたが、スポーツ経験は乏しく、ひ弱な体つきの自分にコンプレックスを抱いていた。自分と同じように小柄な体格ながらも大きな相手に立ち向かっていく火ノ丸の雄々しさに感化されて相撲部入部を決意する。火ノ丸のような真っ向勝負に憧れるも、強豪校相手には戦力になり得ない現実を桐仁から告げられたが、ダチ高の勝利のためなら憧れを捨てる覚悟がある事を気丈に宣言する。
新人戦で初心者ながらガッツのある真っ向勝負を挑むも完敗、以降は自身と同じく小兵である狩谷や火ノ丸の取組などを見学した。IH県団体予選でも同様に真っ向勝負で連敗し、愚直な道化を演じ続ける。決勝、先鋒戦では体格差が明らかにある間宮に「八艘飛び」で奇襲をかけ後ろを取ろうとするも、冷静に対処され完封された。その後、柴木山親方の胸を借りながら稽古に励んでいたが、自身は選手にはなり得ないと諦めていた桐仁にも発破をかけ、彼の選手復帰を促した。
IH団体戦準決勝の次鋒の首藤戦では、数度の突っ掛けから背を向け歩くという前代未聞の立ち会いで相手を挑発、会場全てを敵に回す大胆な奇策をやってのける。冷静さを欠いて突っ込んできた首藤に「猫騙し」から「八艘飛び」という奇襲技を畳み掛け、彼の背後をとった状態で形振り構わない気迫の押しで大判狂わせを演じた。しかし、物言いにより同体の判定となってしまい、既に膝を負傷していたため、取り直しでは首藤になす術もなく敗れ、決勝戦は欠場することになってしまう。だが、その戦いぶりは千比路をはじめチームメイトを奮起させることとなった。送別相撲では火ノ丸のぶちかましを真っ向から耐え、鬼車を模倣して周囲を驚かせる。火ノ丸の前で勝利した自分を見せたかったと嘆くも、火ノ丸は安心してダチ高相撲を託せると蛍の成長に満足気な表情を見せた。
大相撲編
大学2年生。高校時代とは変わって、プレイボーイ風の優男となる。大学でも相撲は続け、「蛍丸」「平成の牛若丸」の異名で有名だと語るが定かではない(荒木は蛍丸と呼んでいた)。
桐仁談では、火ノ丸がいなくなった翌年のダチ高で蛍は頼もしく成長し、IHも良いところまで行けた様子。また、沙田の回想では蛍が高校3年時に石神高校に団体戦で勝利しており、部員に担がれている姿が見受けられた。このことから蛍が部長に就任していた可能性が高い(高校相撲編終了時、ダチ高メンバーは桐仁と蛍以外は抜けていることから2年生から部長を務めていた可能性もある)。
変化のスペシャリストとして、九月場所の途中から鬼丸の稽古にも付き合っており、相撲部屋の現役力士を相手に鬼車を決める姿も見せる。火ノ丸の結婚式にも参加しており、桐仁の倒錯した発言につっこんでいた。
辻 桐仁（つじ きりひと）
声 - 寺島拓篤
1年生。火ノ丸の幼馴染。相撲部監督。身長175cm、体重72kg。
火ノ丸とは小学生時代に同じ相撲クラブで稽古に励んだ無二の親友。長髪の美男子。普段はメガネをかけているが、相撲中はコンタクトはつけていない模様。
久世に敗れて落ち込む火ノ丸の前に現れ、部に監督が必要であることを教える。その後、自分が教えている中学生と相撲を取らせて部員たちの弱点と伸び代を指摘し、彼らの納得のもと監督に就任する。力士として火ノ丸と互角に渡り合う実力を持つが、20秒以上戦うと窒息し、生命さえ危うくなる先天的な肺機能の障害（現実の角界にも、舛乃山ら戦える時間が限られる力士が実在する）を患っている。これは小学生の時に発覚しており、未だ治療法は見つかっていない。一時は自身の運命に絶望し相撲の全てを自分から遠ざけたが、過酷な現実に抗い続ける火ノ丸を目の当たりにし、彼を支えるべく独学でマネジメント学・監督論等を身に付けダチ高にやってきた。
全国大会前の合宿で三ツ橋の激もあり、リサーバーとして選手復帰を決意。IH団体戦決勝では負傷した三ツ橋に代わり、次鋒として土俵へと上がる。栄華大付属高の全国レベルの高校力士・理音を相手にし「とったり」「喉輪」「小手投げ」などの多彩な技を武器に翻弄するも、肺の疾患による限界を超える。理音の動きを利用し原型三点投げで勝負を決めたかに思えたが、彼のパワーに強引に持っていかれ、同体取り直しとなった。朦朧とする意識の中で、相撲をまた取れる幸せを噛みしめながら「頭捻り」で瞬殺、見事高校初の公式戦を勝利で飾り、誰の目にも疑いようのない形でダチ高の団体戦優勝に貢献した。
前述の通り相撲の実力は高く、病気さえなければ国宝「鬼切安綱」として小学生横綱になっていたかもしれないと火ノ丸に言わしており、実際に「剛の鬼丸」と「柔の鬼切」として一時千葉県を賑わせていたこともある。稽古の最初の1番に限っては国宝クラスの千比路にも全勝しており、天王寺も辻の存在に注目していた。部で知り合った三ツ橋は、最初こそ奮起させるために煽ったが、実力不足を理解した上でどんな手段を使っても部の勝利に貢献したいと誓う姿や、自分の選手復帰を決心させた恩もあり、火ノ丸とは違う形での友情を築く。
学業は赤点スレスレ。「勉強してないだけで、すればもっと取れる」と本人は弁明するが、名古屋城城主を大名でない宮本武蔵と答えるなど、勉強そのものが苦手な模様。宵っ張り。歌は歌わないがカラオケに誘わないと怒るなど繊細な性格をしているが、口が足りない雑さも多々あり一言で表すと面倒なタイプである。しかしながら、部員の稽古のために道場・漁船などに礼を尽くして頼み込むなど、人に見えないところで身体を張るエピソードもあり根は優しい青年である。
小説版では、小学生時代の大会に火ノ丸の応援に駆けつけていたことが書かれ、鬼丸と呼ばれるようになった経緯を目の前で目撃する。
大相撲編
19歳。四股名は「鬼切 安綱（おにきり やすつな）」。高校卒業を待たず角界入りする。名古屋場所時点の番付は東十両2枚目で、鬼丸に敗れるも辛くも8勝7敗で勝ち越し、9月場所は新入幕で東前頭17枚目。火ノ丸がダチ高相撲部に在籍していた頃は監督として活動していたが、火ノ丸のプロ入りに触発され、以降は選手としても出場する。甘いマスクにソップ型の体格も相まって、病と懸命に戦う姿から女性ファンが多いという。
高校相撲編同様、先天的な肺機能の障害で20秒以上の取組ができない。しかし、長門親方の指導で「取組は1日1番」とすることで負担を減らし、身体を「相撲に飢えさせる」ことで徐々に番付を上げ、稽古で童子切を倒すほど成長する。七月場所での待ち望んだ鬼丸との取組では、横殴りの強烈な張り手を喰らい一気に土俵際まで攻め込まれ、起死回生の「網打ち」を繰り出すも逆転には至らず、格の違いを見せつけられて完敗した。その後の九月場所では自身の連敗が続く中、火ノ丸の応援に駆けつけた。
エピローグでは火ノ丸の結婚式に参列し「男の子を生めよ。俺がその子を横綱に育ててやる」と倒錯した発言をしていた。
五條 礼奈（ごじょう れいな）
声 - 小松未可子
2年生。生徒会副会長（アニメ版では生徒会長）で、ミスダチ高。金髪の美少女で佑真の妹。身長167cm、体重51kg。
表向きはダチ高のアイドル的存在だが、実際は気に食わない相手を徹底的に潰そうとするなど腹黒い性格。それゆえ男子から人気とは裏腹に、女子受けはかなり悪い模様。兄の佑真には「ブラコン」とも思える感情を抱き、佑真の前では「かわいい妹」の面を見せる2面性を持つキャラクターとして登場した。また、当初は彼女も相撲を「ふんどし姿で行うかっこ悪いスポーツ」と嫌悪し、兄が相撲部に入ったことを快く思わず、相撲部と特に佑真が相撲を始める切っ掛けになった火ノ丸を潰そうと画策し失敗している。そして癇癪をぶつけようと揺るがぬ佑真の決意が本物だと知ると、少しずつ相撲に興味を傾け、兄を応援するようになる。その後、火ノ丸が久世に敗北し落ち込んでいるのを見かねて「そんなに辛いなら辞めればいいのに、なぜ相撲をやっているのか」と素朴かつ残酷な質問をぶつけるが、火ノ丸の相撲への飽くなき情熱を知ると、青春全てを懸けられるものを持たず、無為に日々を過ごすだけの自分の生き方に疑問を感じるようになった。
IH県予選の後、1年生の堀がマネージャー希望を表明すると、その場の勢いに近い形ではあったが、対抗心を燃やして自分もマネージャーとして入部する。名古屋での合宿の時には、火ノ丸とともに駿海の指導を受け、意図せず百千夜叉墜完成の切っ掛けを作った。この指導を経て、火ノ丸と彼の相撲に徐々に好意を持ち始める。このころから性格にも変化が見られ、我が儘ぶりは残しつつも初期のような腹黒い一面は顔を出さなくなった。団体戦準決勝後は、鳥取白楼に勝利したことで気が緩んだ佑真たちに克を入れるなどマネージャーとしての成長も見せた。
大相撲編
大学3年生。以前のような腹黒さや我が儘ぶりは影を潜め、落ち着いた雰囲気の女性となっている。佑真の後押しも手伝って、火ノ丸と正式に交際を開始した。柴木山部屋にも顔を出している他、刃皇の妻・由美と知り合った縁で朝陽川部屋の稽古場にも見学（偵察）に出向く。火ノ丸を支えてやりたいと願う反面、無謀とも言える勝負に挑み続ける彼に心を痛めていたが、強引に連れてきたラブホテルで火ノ丸と共に彼の亡き母恵子のビデオを観賞、彼の全てを受け止める覚悟をした。その後は復活した火ノ丸を素直に応援しながらも、公衆の面前でイチャイチャし始める「バカップル」ぶりを発揮する。火ノ丸の公開プロポーズが父に発覚したことにより、共に五條家に出向いた際は両者固く手を取り合い、苦手であった父にこの先二人で共に人生を歩む覚悟を表明、蟠りを解消した。最後まで彼の精神的支柱として九月場所を見届け、エピローグでは約束通り火ノ丸と結婚、晴れて関取の妻となった。
堀 千鶴子（ほり ちづこ）
声 - 田辺留依
1年生の女子。眼鏡で三つ編みが特徴、大人しい優等生タイプ。
IH千葉県予選を観戦し、相撲部の戦いぶりに感銘を受け、マネージャーとして入部する。勉強熱心で、最近興味を持ち始めた相撲にも、既にかなりの知識を持っていた。IH団体戦準決勝前には百千夜叉墜の「左右に投げれば投げるほど威力を増す」ことを見抜き、ダチ高の勝利に貢献した。第1話で電車内で痴漢に遭っている所を火ノ丸に助けられ、彼に想いを寄せているらしき描写がある。礼奈と密かに相撲を取ったときには、偶然居合わせた火ノ丸にスカートの中を見られており、その後の火ノ丸の挙動が怪しさに「私たちを異性として意識して欲情しているのでは」と的外れな憶測を本気で語る天然な面も見せた。1つ下の妹の柚子香には「ポテンシャルは高い」と言われたり、関取たちにモテたりと容姿は整っている。
小説2巻では、メインの回がある。
大相撲編
カメラマン志望で、月刊『相撲道』編集部にも出入りして学ぶ。火ノ丸と礼奈が交際するようになってからは、身を引いて2人を応援する立場に回り、現在は冴ノ山が気になっている模様。しかし、彼が「ほしいものは横綱以外にない」とインタビューで発言したことにより失恋し涙を流す。その後も彼を想い、刃皇に初勝利した際は、彼の努力が報われたことに感極まって号泣した。エピローグでは礼奈のブーケトスをキャッチしており、傍にいた冴ノ山も意識している描写もあって両想いであることが示唆された。

##### その他の教師・生徒
師岡 雄一郎（もろおか ゆういちろう）
レスリング部監督。38歳で独身。会話の時に相手を「YOU」「Mr. 〇〇」と呼ぶが、本業は英語教師ではなく体育教師。
己のストイックさを周囲にも強要し、他の部員を退部に追い込む千比路に頭を痛めていた。彼がレスリング部に相撲のための出稽古に来た際は、復帰した部員たちの練習風景を見せ、「頂点を目指しストイックになるのは良い事だが、それを他人に強要したことはいけない」と過去の言動を諌めた。国体優勝まで上り詰めた彼に何もしてやれなかったことを悔いており、部員を連れてIH県予選を観戦、感動した部員たちは千比路らの戦いの映像をSNSで拡散させ、ダチ高全体が相撲部を認めるきっかけを作る。相撲部がIH全国大会優勝をした後は、レスリング部と相撲部の監督を兼任する。
いわゆる独身貴族で、オープンカーを個人所有しておりそれに対する造詣も深い。かつてレスリングのオリンピック強化選手だったとの噂もある。
ユーマ軍団（幹部）
3年生で、佑真の舎弟の3人組。モヒカン頭が西郷（声 - 鈴木崚汰）、長身のオールバックが舟木（声 - 松川裕輝）、小柄な金髪が橋（声 - 吉田丈一郎）。全員入学初日、佑真に喧嘩を売り、返り討ちにされて舎弟になる。今ではそれなりに佑真を慕っており、相撲部に入部した彼を応援する。集団だと威勢が良く強硬姿勢だが、一人になると大人しくなり石高の生徒に喧嘩を売る度胸はない。佑真の実妹とは言え女子である礼奈に足蹴にされ顎で使われる。
大相撲編
大学生になっても佑真の指示があれば駆け付けるのは以前と同じで、朝帰りした火ノ丸・礼奈を佑真たちが〈襲撃〉した際にも部下として働く。

#### 石神高校相撲部
大太刀高校の近くにある高校。千葉県内でもトップクラスに治安が悪いヤンキー校として悪名を轟かせている。相撲部は関東大会2位の実績がある強豪で、今でこそ同校の不良たちからも非常に恐れられているものの、以前は度重なる嫌がらせを受け、不良が学外で起こした問題によって大会出場停止処分になったことも何度かあった。だが、真田が「血煙の一夜」を起こしてからは相撲部に手を出す者はいなくなったという。
沙田 美月（さだ みづき）
声 - 石川界人
1年生。相撲部のエース。身長182cm、体重91kg。異名は国宝「三日月宗近」。ソップ型の体格と、凛々しい顔立ち、アップにした前髪が特徴。(再登場後は髪型が変わり、一切整えていない無造作な頭髪となったがIH全国大会時点では戻している)
軽い言動が多く、主将・金盛の目を盗んで稽古をサボろうとする軽薄者だが、天性の運動神経を誇り、中学から相撲を始めたにもかかわらず、3年時には「中学横綱」に君臨した実力者である。当初は基礎練習を怠っている描写が見られた。
相撲を始めた動機は、小学生時代に火ノ丸を見て「ダサい締め込み姿も恰好良く見える男になりたい」とのこと（小説版でその詳細が描かれる）。興味本位で始めた相撲だったが、剥き身で相手の殺気を感じることができる競技の性質は思いの外相性が良かったようで、彼を応援しに来た女子生徒が畏怖するような威圧感を発してしまう。火ノ丸のような実力者を求めて勝ち上がるが、自分が戦いたかった火ノ丸は既に中学相撲界から姿を消しており、不完全燃焼な心を抱えたまま才能のみで頂点に立ったため、相撲を真剣に取り組むことができなかった。しかし、高校にて念願の火ノ丸戦で敗北すると、初めて悔しさを実感し、それをバネに基礎練習にも積極的になる。
その後は春の全国大会で高校横綱・天王寺と対戦するもなすすべなく完敗。新人戦で火ノ丸が久世に敗北したことを知り、自分が上から何番目かも分からない現実に直面、生まれて初めて「挫折」を味わう。同時に自分が相撲を好きだったことを再認識し、勝利に執着するようになる。以後、表面上は飄々としつつも土俵上では観客すらも恐怖するほど張りつめた空気を纏い、一切の無駄を廃し勝利する相撲を完成させる。IH県予選団体戦決勝では「修羅の相」を発現し火ノ丸を圧倒、彼を肉体的・精神的に敗北に追い込むが、それが皮肉にも、火ノ丸も「修羅の相」へ覚醒させる切っ掛けとなってしまう。最後の攻防では意地を見せるも初見の百千夜叉墜は防ぎきれず敗北した。また、ここで無理に堪えたことで右肩の亜脱臼を起こし、個人戦は棄権となった。
怪我の完治後は、千比路の頼みを聞き彼に稽古をつけることとなる。その中で千比路の才能の正体を知り、国宝たちと同じ天才であることを認めている。IH全国大会では、ダチ校の応援に駆けつけ、自身の天王寺との対戦経験を元に火ノ丸へアドバイスし、彼の勝利に貢献した。
幼少期から抜群の運動神経を誇るが、相撲にも存分に生かされており、離れて相撲を取る相手には「いなし」、廻しを掴んでくる相手には「おっつけ」で対処する取り口を主体とする。力士としては軽量だがその敏捷性と平衡感覚で相手を翻弄しつつ、相手の圧力をカウンターで利用する「上手出し投げ」を得意とする。「修羅の相」を発現した際は、相手の動き出しを先読する資質と相まって、消えたと錯覚させるほどのスピードを実現した。中学時代から廻しをほとんど取られることはなく、彼の廻しは新品同然であると謳われていた。
大相撲編
20歳。四股名は「三日月 宗近（みかづき むねちか）」。所属部屋はかつて顧問の菅原から稽古をするために紹介された皆川部屋。高校2年生では日景典馬と死闘を演じ、高校3年生時には石神高校の主将を務めながら「高校横綱」となった。その後、火ノ丸たちを追って大相撲の道へ進む。九月場所時点での番付は西前頭2枚目。九月場所では角番大関の百乃花や草薙などの三役の力士たちを破り、童子切と互角の勝負を繰り広げるなど、優勝争いの一角に加わる期待の力士となる。この際、固有の相として「風清月白の相」を取得している。自身が一度も勝てたことの無い火ノ丸との取組は横綱戦と同じくらい特別であり、最高の火ノ丸と戦い勝利したいという理由から、無道の状態も火ノ丸の強さであり、それを受け入れるように本人に焚き付けた。11日目には刃皇に廻しを与えず後一歩まで追い詰め強者と認められるも、土俵際うっちゃりで投げられ惜敗。12日目の火ノ丸との取り組みでは、刃皇から互いに今日の状態なら負けていたかもしれないと評されるほどの最高の状態で対戦をし、新技も掲げて全力で戦うも、なお上回られ敗北した。取組後は強くあり続ける火ノ丸に心の中で感謝した。また九月場所では火ノ丸に廻しを取られるまでは、他の力士たちには廻しを与えていなかった。九月場所は11勝4敗の成績で終え、技能賞を獲得した。
金盛 剛（かなもり つよし）
声 - 木村昴
3年生で、相撲部の主将。身長189cm、体重138kg。異名「金剛力」。
不良の佑真をして「ヤクザ」と形容されてビビらせる強面の巨漢。口元に傷がある。右肩のサポーターはかつて怪我した時の名残で、ゲンが良いため、完治後もそのままつけ続けているとのこと。
沙田と同じ相撲クラブ出身。彼の軽薄な言動やサボり癖に腹を立てるも、期待の1年生として目をかける。全国的に名高い高校力士であるが、当初は出稽古に来た火ノ丸を「ただのチビ」と侮るが、自らに真っ向勝負を挑み勝利したことで沙田のライバルとなる男」と認め、天狗になりかけていた己を見つめ直す。春の全国大会団体戦ではさらに名を揚げ、あと一つ結果を出せば国宝認定は間違いない準国宝級と言われる。
体重90kg以上の沙田を片腕で放り投げる剛腕で、それを活かした右四つが得意。また、突き押し相撲も上手く組んでも離れても器用に立ち回れるオールラウンダー。火ノ丸に敗北してからは誰も侮らず、最も勝率が高い取り口を選択し、確実に勝利をものにする熟練の域に達した力士の心構えも合わせ持つ。1度勝った佑真との再戦にも心構えを崩さず、あえて彼の土俵である突き合い相撲で受け、片腕で波離間投げを豪快に決め、彼を認めつつ実力差を示す。個人戦では佑真や大河内らを圧倒しながら破り、決勝進出。火ノ丸には敗れたが、2位として全国大会出場を決める。IH全国大会個人戦で決勝トーナメントまで勝ち進むも、組んでも力強さが増した日景に寄り切られ完敗する。個人戦敗退後はダチ高の応援に駆けつけ、仮想・天王寺として火ノ丸のイメージトレーニングに付き合う。
強面に似合わずあがり症。口が回る方ではなく、口達者な桐仁に乗せられ、頑として拒否していた合同稽古を許可してしまう（沙田は不在で秘密兵器の荒木は謹慎中で、さほど手の内を晒すことに抵抗はなかった）。強力な統率力を有するが決して独裁的ではなく、敗北を喫し消沈する荒木や沙田にフォローを入れるなど、リーダーシップに優れている人物である。物語中盤は国宝と自身を線引きし、諦念・ネガティブな思考に陥ることが多々あったが、火ノ丸たちの成長を間近で見続けたことでその考えを払拭した。
卒業後は教職に就き相撲を次世代に広めたいと夢を持ちが、複数の相撲部屋や大学相撲部から引合いの話が来ており悩む。教育実習では子供たちと良好な関係を築けた様子で、実習終了時には黒板に書かれた子供らの寄せ書きに号泣していた。大相撲編では三日月の応援に駆けつけた。
小説2巻では、メインの回があり、苦悩や心理描写が日記を通してじっくりと描かれている。
真田 勇気（さなだ ゆうき）
声 - 嘉人
3年生。小学3年生から10年近いキャリアを持つベテラン力士。身長175cm、体重121kg。
眼鏡をかけ、強面の金盛とは対称的に柔和な顔立ちをしている。基本的に面倒見の良いおおらかな性格だが、時に素行に問題のある荒木を含めた不良たちを黙らせる威圧感を放つ。
イタズラ半分で相撲道場に放火しようとした不良グループを止めるべく、部に迷惑がかからぬよう自ら退部してから、不良30人を一人で倒したことがある。しかしこのことから「小三でリーゼント、小六でヤクザにスカウトされるなど、小学生時代から筋金入りのヤンキー。当時から一匹狼だったが、高校入学当初に学内の不良グループによる相撲部襲撃計画を聞きつけ、一人で100人の不良を一人残らず半殺しにするという『血煙の一夜』と呼ばれる抗争を起こして以降は相撲部との間に絆が生まれ、そのまま入部し性格も丸くなった」という尾ひれの付いた武勇伝が流布されるようになる。同時期にヤクザと談笑していたという噂もあったが、実際は強面の金盛や間宮と一緒にいただけだった。その喧嘩で停学中に小関の存在を知り、当初は同情しつつ歯牙にもかけなかったが、自分より遥かに過酷な環境で2年間耐え続ける彼の忍耐力に恐怖を抱き、警戒するようになる。停学明けと同時に再入部。
春の地区大会で沙田・金盛と共に出場。対ダチ高戦では小関と対戦し、勝利を治める。IH県団体決勝副将戦で仲間を得た小関と再戦する。意図的な突っ掛けで小関を自分の土俵に引きずりこもうとするが、既に落ち着きを取り戻していた彼には通じなかった。序盤は熟練の技による猛攻で攻めるも、堪え忍ぶ彼を崩すことができず息切れした隙をつかれる。追い込まれると捨て身覚悟の打棄りで逆転を狙うも、小関の予想以上の勝利への執念の前に、自分が先に土俵を割っていたことを潔く認めた。
IH全国大会ではダチ高の応援に駆けつける。蛍には突っ掛けをした理由を明かし、彼の覚悟を目の当たりにする。
卒業後はできちゃった結婚により大学を中退し、水道業者に勤める。高校時代は坊主頭であったが、この時はサラサラヘアーに変化していた。大相撲編では三日月の応援に駆けつける。
荒木 源之助（あらき げんのすけ）
声 - 浪川大輔
1年生。身長179cm、体重86kg。
バリアートを入れた坊主頭がトレードマーク。中学時代に柔道日本一なった実力者で、総合格闘技で頂点を取る夢を持ち、その過程で相撲を始める。千比路と似た経歴と目標を持ち、自宅謹慎中にもかかわらず「鬼丸」見たさにダチ高へ乗り込んだ際に接触した千比路を強者と認め「チハル」と呼びライバル視するようになる（千比路からは意趣返しもあり「ゲンゴロウ」と呼ばれる）。事あるごとに自分をツイてるツイてないで運気を測る癖がある。
思ったことをそのまま口にするタイプで、軽率な言動が多い。一方、真田の言うことは（彼の誇張された噂もあり）素直に聞く等下級生として最低限の礼節は心得ており千比路と比べると空気が読める。頭もあまり良い方ではないようで、上記の性格もあって三枚目的な役どころが目立つが、勝負事に関しては非常にストイックな価値観で、運のような外的要因の介在しない純粋な強さによる完全な勝利を求める。試合では人が変わったように研ぎ澄まされた集中力で自分以外一切の雑念を完全に「削ぎ落とす」ことができ、投げられている最中でも異常な冷静さで、勝利への最適解を見つけ状況を打開するという、若年ながら格闘家として完成された精神を持つ。
入学直後停学になり、相撲部の稽古も1日しか参加できなかったが、その日だけで金盛が「秘密兵器」と称するほど才覚を見せた。団体戦メンバーに抜擢されインターハイ予選に出場し、他部員らと同じく無敗で決勝進出を決めると次鋒戦にて千比路と対戦する。千比路の高速タックルに対し、完璧なカウンターの内股をしかけるも、徹底的に鍛えられていた把持力で倒れなかった彼に「腰投げ」を返される。しかし、反撃にも全く動揺せず「払い巻き込み」で勝負をかけるが、土壇場で機転を効かせた千比路の「鬼車」で敗北する。観客たちには異種格闘技戦として期待され迎えた柔道対レスリングの戦いではあったが、今回は相撲という土俵上で戦いだったため、より力士に近づけたほうが勝利を手にする形となった。ただし、荒木はこの一戦を異種格闘技戦とは考えておらず、異なる競技の優劣を決めることに「ナンセンスだ」「強い奴は何をやっていても強い」と心中で持論を展開している。IH全国大会では渋々ダチ高の応援についてきていた。
大相撲編
19歳。卒業後は総合格闘家となっている。負傷から再起を果たす鬼丸に、一本背負いを教える。また、国内の格闘技団体の新人王トーナメントで優勝している。大相撲編では三日月の応援に駆けつけた。
間宮 圭一（まみや けいいち）
声 - 松川裕輝
2年生。身長182cm、体重166kg。
スキンヘッドの厳つい顔と、予選出場選手中最大とされる圧倒的な巨体が特徴。近眼で普段は眼鏡をかけ（相撲部活動中はコンタクトレンズを着用）、その際の人相は金盛と共にヤクザと間違われるほどの強面。IH予選決勝で先鋒戦にて蛍と対戦し、八艘飛びをしかけられ背後を取られ窮地に陥るも、金盛の助言もあり素早く対処し勝ち星を上げる。個人戦では準決勝で火ノ丸、3位決定戦では大河内に敗れ、全国大会への出場は果たせなかった。
アイドルに詳しく、カラオケではキレのあるマラカス振りを見せて部員たちを爆笑させた。また、実家の花屋の店番をすると客が来なくなることに悩むなど、外見とは裏腹にまともな感性の持ち主。火ノ丸に敗れ意気消沈する沙田を励ますなど、先輩らしい心遣いも持ち合わせる。IH全国大会ではダチ高の応援に駆けつけると同時に、打倒鳥取白楼を見据えていることを明かし合同稽古で力を貸した。蛍の取組を観戦した際は、進化した彼の奇策に感嘆していた。高校卒業後は実家の花屋を継ぎ、大相撲編では三日月の応援に駆けつけた。
菅原 隆史（すがわら たかし）
監督。37歳で既婚者。日本史の教師。
相撲選手の経験もないが、練習メニューや合宿の手配、沙田に相撲部屋を紹介するなどマネージメントを一手に引き受け、金盛ら部員たちからは尊敬されている。また、相撲部顧問ということで校内の不良たちからも一目置かれている。風貌も性格も温厚だが、部員らを言葉だけで恐れさせるほどの威圧感を醸すこともあり、桐仁にも「恐いね、石高の先生は」と言われている。

#### 栄華大附属高校相撲部
埼玉にある関東一位常連と昨年度IH団体戦準優勝の強豪校。
久世 草介（くぜ そうすけ）
声 - 武内駿輔
1年生。大横綱・大和国の息子。身長195cm、体重142kg。異名は眠れる国宝「草薙剣」。
長髪を後ろで束ねた大柄な少年。どこか力が抜けたような茫洋とした雰囲気を湛える。小学生の時から相撲を取り続けるが、小学4年のとき取組で狩谷（アニメ版では火ノ丸）に大怪我を負わせ、父から「あいつが出ると他の若い芽を摘んでしまう」と試合出場を禁じられた。以降は公式戦に一切出ず、名門・栄華大附属に入学後も部では狩谷と共に偵察やビデオ撮影など、実力不相応な雑務担当に甘んじた。しかし、父の相撲部屋での稽古と現役力士たちとの実践練習を幼少期から欠かさず、戦績がほとんどない時期にも相撲関係たちから才覚・実力を期待され、眠れる国宝「草薙剣」として注目されていた。
監督・コーチも目をかけているが、試合には出ないため一部部員から反感を買っていた。狩谷に無断で選手登録させられた新人戦にも出る気は無かったが、鬼気迫る火ノ丸と狩谷の取り組みを見て、自分も火ノ丸と戦いたいという気持ちが生まれ、父に背いて出場を決意。圧倒的な強さで対戦相手を次々と薙ぎ倒し、高校入学以降無敗だった火ノ丸にも完勝し優勝。「横綱の息子」としての素質と実力を見せつけ、若年にして完成された横綱相撲から新人戦優勝の実績のみで国宝「草薙剣」の二つ名を戴く鮮烈な公式戦デビューとなる。新人戦後、父に言いつけを破ったことを謝罪し、自分は相撲が好きで勘当されようと後悔していないことを伝えると、それは大横綱の息子という殻を破り自身の意志で相撲を取るのを促すための戒めであったことを知る。そして改めて父に火ノ丸ら他の国宝たちを全て倒し高校相撲で頂点に立った後、角界入りを果たすと誓う。以後、栄華大附属の主力メンバーとして全国に駒を進め今大会の主役の一角として注目を浴びる。
IH個人戦では火ノ丸が作った熱に当てられ、快勝を続ける。準々決勝では数珠丸の巨体をものともせず吊り出しで圧勝、もう一人の主役とされる天王寺と準決勝で当たる。天王寺の激しい攻撃に防戦一方となるも、自身と同格の相手を初めて前にしたことで極度の集中状態となり「静謐の相」に覚醒。荒々しい攻めに晒されながらも、右上手を取ることに徹しきり、天王寺の隙を見逃さず上手投げで打ち合いに挑む。最終的には天王寺の全力を引き出した上でなお草介の力がそれを上回る結果となり王者を押し出した。この際、天王寺は「相撲の神に愛された者」と語られたが、草介は「相撲の神そのものとして土俵に君臨する者」と対比された。力の出し方を覚えたことで、決勝では国宝・加納に何もさせず余裕の押し出しで完勝、1年生ながら個人戦を優勝で飾り、全国に名を知らしめた。
団体戦では大将として出場。天王寺との個人戦を経てからは、並みの選手を「睨み出し」で圧倒するほどの怪物と化す。決勝では火ノ丸と一騎打ちに望み、成長した火ノ丸の猛攻を受けながら、突きの一撃で形勢を覆すなど、圧倒的なフィジカルの差を見せつけた。両者必殺の間合いで組み合いでは、大和国と薫山の取組を彷彿とさせる攻防から、新時代の到来を思わせる極限の技の応酬を見せ、本能的に身神槌を放つも、潜ってきた修羅場が勝る火ノ丸には躱され「鬼車」により公式戦で初めて土をつけられた。そして、この一戦を通じ人生で初めて相撲を楽しいと感じ、敗北の悔しさに涙した。
右四つの取り口を主体としているが、その体格と圧倒的な膂力によって多少形が悪くても十分に組み合うことができる。右の上手投げを得意としており、これを父である大横綱・大和国から血とともに受け継いだ「天命の型」と自称し、絶対の誇りと自負を持つ。ただし、離れていても突き押しなどで対処できる器用さや、体格に似合わず千比路の動きについていけるほどのスピードも兼ね備えている。
「大和国部屋」の力士たちからは「坊っちゃん」と呼ばれる。また、母親からは「さん」付けで呼ばれる。
大相撲編
19歳。身長196cm。体重167kg
四股名は「草薙 草介（くさなぎ そうすけ）」。栄華大附属高校を中退して角界入り後、19歳という史上最年少記録で大関に昇進。その後も幕内優勝以外いくつもの最年少記録を樹立する。
九月場所前には、大和国親方に「優勝したら大和国の四股名を譲ってほしい」と告げるが、相撲ファンの間では批判的な意見が多く出ている。九月場所では、火ノ丸の相撲内容が小兵の戦術に変わったことや、狩谷が相撲を辞めたことなどが重なり心境が安定した状態では無く、5日目の時点で既に2敗を喫するになど不調に陥る。しかし、6日目の鬼丸との取り組みで迷いを断ち切り、大和国となり横綱になることを決める。IH団体戦決勝の大将戦を超える激闘を繰り広げ、右下手が復活した鬼丸の百千夜叉墜により惜敗した。その後、結果としては大関となって初の負け越しとなるも、場所中の稽古で自身の僅かなズレなどを試行錯誤の中調整し、千秋楽には行司から「怪我の無い、体力・気力共に充分な全盛期の大和国」とまで言われるほどの状態へ持っていった。だが、迎えた刃皇との取組では、それすら凌駕する刃皇の前に上手を切られ土俵際に追い込まれる。火ノ丸に勝って繋ぐ使命を果たすため、悪足掻きともいえる河津掛けを仕掛けたことにより刃皇の足が蛇の目を払い軍配差し違えで勝利、刃皇の優勝阻止に貢献した。
狩谷 俊（かりや しゅん）
声 - 吉永拓斗
1年生。身長164cm、体重71kg。
目つきが悪く、草介とは対称的な小柄な体格。
火ノ丸のように体格に恵まれず、憧れである大和国のような横綱相撲を否定され、挫折を経験する。しかし、彼の場合はそれを早々と受け入れ小兵であることを最大限に生かしたスピードとテクニックを駆使し、素早く相手の懐の下へ潜り腰を浮かせ多彩な足技で狩る取り口を持ち味として結果を出す。新人戦時点では、国宝「小龍景光」の異名をとる日も近いと名塚は見ていた。このような経緯から、自分以上に小柄ながら、大きい相手に真っ向勝負を挑む火ノ丸に嫉妬や苛立ちにも似た対抗意識を燃やし、何かと突っかかる。
草介とは小学生からの幼馴染だが、小学4年時の取組で草介に怪我を負わせられた。そのため、父の命令とはいえ頑なに試合出場を拒む草介に後ろめたさを感じ、自分が強くなり草介に相応しい「ライバル」となれば試合に出てくれるという思いを抱いく。新人戦にて火ノ丸との戦いに敗れるもその取り組みを見て闘志を取り戻しつつある草介を見て、彼に火を付けたのは自分ではなく火ノ丸であることを悔しがりつつ、嬉しそうな表情を浮かべる。その後全国大会で草介と共に再登場したが個人戦出場権は逃したのものの、IH団体戦では控えメンバーとして活躍した。同じ小兵である蛍を気にかけている描写がある。
小説版では、火ノ丸と同じ大会に小学校6年生の時に出場しており、2回戦で敗れたことが明かされた。火ノ丸とは組み合わせの都合上、対戦することはなかった。また、大和国部屋にも出入りしており、力士たちとも親しい間柄である。
大相撲編
大学2年生。栄華大学相撲部のマネージャー。選手としては相撲を辞めている。
一時はアマチュア相撲の世界大会に出場し、軽量級で優勝するほどの成績を収め、名塚の予言通り国宝「小龍景光」として将来を嘱望された。しかし、膝・首・腰と度重なる怪我に悩まされ、怪我を庇いながら無理を続けた結果、思うように相撲を取れなくなったことで楽しみを見失い、選手としての道を退いた。その後はマネージャーとして相撲に携わり、デザイン業という相撲以外の道も見つけたと草介に語る。九月場所中、火ノ丸に草介のビデオを送り「最高の鬼丸」の状態で草介と戦ってほしいと頼み込むと同時に、火ノ丸が狩谷の技を使ったことに「嬉しかった」と感想を述べた。この頃には高校時代のような子供っぽさはなく、表情も柔和になるなど立派な青年となったことが見受けられる。
四方田 尽（よもだ じん）
声 - 杉山紀彰
3年生。相撲部主将。身長184cm、体重165kg。
「ヤバい」が口癖。個人戦出場権を狩谷に譲ろうとするなどすぐに弱音を吐くが、昨年度のインターハイでは2年生で唯一レギュラーに選ばれ、「チームの為に泣ける」性格を買われ主将を託される。天王寺や加納からは実力者と評価されている。ゲーマーであり、狩谷とはゲーム仲間とのこと。
個人戦では準決勝で加納、3位決定戦では天王寺に敗れるが、団体戦のために力を温存していた様子。団体決勝戦では中堅として佑真と対戦、序盤は佑真の張り手の連打に苦戦するも、間合いを調節し掛け突きを誘発し四つに組み止める曲者ぶりを発揮する。しかし張り手によって鼻血が出てしまったことによって止血タイムを挟む。止血タイムの後は前捌きの上手さとあんこ型の腹を活かし、佑真を吊ることに成功、彼を土俵外へ運び、抵抗を喰らいながらも土俵下へと倒した。取組後は、個人戦で温存して無ければ危なかったと感じ、相撲を始めてわずか数ヶ月で対等に渡り合った佑真の実力を高さを認めた。
大相撲編
栄華大附属高校を卒業後、朝陽川部屋に入門。九月場所時点では西幕下44枚目。刃皇の付き人をやっている模様。高校時代は大包平に余り良い印象は持っていなかったが、朝陽川部屋での日々刃皇にガイにされる（こてんぱんにされる）地獄のような稽古の中で、お互いを支え合う間柄となったようである。
澤井 理音（さわい りおん）
声 - 八代拓
2年生。身長183cm、体重149kg。
「相撲は大きく重くなければならない」と考える。IH団体決勝戦では次鋒として出場、上記の持論を桐仁に説くも、軽く流されてしまう。線の細い桐仁を最初は侮るも、仕切りの時点で彼の実力の高さを察知し「一部の例外か」と考えを改める。パワー・スピードを高いレベルで持ち合わせるが、カウンターを得意とする桐仁に対し焦らずに対処しようとするなどクレバーさも兼ね備えている。同体取り直し後は桐仁の「頭捻り」で瞬殺されるも、土俵上で彼の技の精度に感嘆した。口は悪さとその風貌から良い印象は持たれないが、入部したてで孤立していたダニエルに片言の英語で積極的に話しかける、迷子の子供と老人をおんぶし道案内する、団体戦決勝の敗退に涙するなど、根は非常に優しい青年。きっちりした性格で家事をこなす他、成績も優秀である。
大相撲編
20歳。四股名は「清心道 理音（せいしんどう りおん）」。九月場所時点で、番付は東三段目18枚目。大欧牙と同様、栄華大付属高校を卒業後、大和国部屋に入門した。
兵藤 真磋人（ひょうどう まさと）
声 - 小野大輔、藤田奈央（幼少期）
3年生。國崎千比路の実兄。身長186cm、体重128kg。長髪と髭が特徴で、千比路と同様に「ハッハッハッ」と笑う癖がある。
ノリの良い軽快な性格。両親が離婚し、父親に引き取られ兵藤姓となる。幼少期から千比路の興味を持った分野を後から始めては彼以上の才能を発揮して去っていくため、千比路から一方的に敵視される。千比路に輪をかけた傍若無人さを発揮しており、空気が読めない。草介には相撲以外の喧嘩をふっかけており嫌われている。
高校入学後ラグビー部と柔道部をクビになり、最後に行き着いた相撲部でケンカをふっかけるも返り討ちに遭い、相撲部に入部する。相撲歴2年目で栄大相撲部のレギュラーを勝ち取り、潜在能力は国宝級だがあまりにもトリッキーな取り口で墓穴を掘ることもあり、国宝とは呼ばれない最大の理由は辻曰く「バカだから」。
IH全国大会決勝では、先鋒で千比路と対戦。立ち会い前には、準決勝で見た三ツ橋の相撲に「痺れた」と語る。自身も立ち会い後に三ツ橋と同じく背を向けて挑発を行うが、三ツ橋が行った立ち会い不成立による挑発などの過程を全て吹っ飛ばし後ろを向いたため、只の無駄な行動となってしまい千比路に背後を取られるだけの結果となってしまった。千比路に背後を取られ追い詰められるも、本来の自由かつトリッキーな相撲で彼を翻弄し、最後は互いにぶちかましになったところで体重の差によって有利に立つ。最後は自身も相撲とレスリングに詳しいことから、千比路の合掌捻りを先読みし外掛けから押し倒したことで勝利を収める。
大相撲編
22歳。 身長186cm。体重147kg
高校卒業後、長門部屋から勧誘されたが、童子切が入門するという理由で断り、皆川部屋に入門。九月場所で、旧四股名兵藤から「大般若 長光（だいはんにゃ ながみつ）」に改名。番付は東前頭4枚目。角界の傾奇者として「ソルトシェイカー」「大物食い」などの異名を持ち、何かと目立つ存在になる。同じ部屋の沙田とは仲が良い様子で、三日月に因み「ミカ」と呼んでいる。無断で場所中の柴木山に上がり込み、イップスで右腕の使えない鬼丸に鬼車を使えと言うなど、その自由奔放さは健在であり、場所中は観客や親方に「バカ」と罵られ反論する光景がお馴染みとなっていた。九月場所では4日目に鬼丸と当たり、その自由な相撲で彼を惑わす。吹っ切れた鬼丸と2人で活き活きとした相撲を見せるが、小兵の技を駆使してきた鬼丸の内掛けで形勢が傾き、自身が撒いた塩で足を滑らせスペースができたところを掛け投げで倒された。その後は草薙との取組で完敗、九月場所は6勝9敗と負け越した。
ダニエル・ステファノフ
声 - 冨森ジャスティン
2年生。ブルガリア出身の留学生力士。身長199cm、体重131kg。
ブルガリア出身の大相撲力士の活躍で相撲に興味を持ち、幼少期にテレビで見た大和国に影響されて彼と日本文化のファンになる。留学当初は「ただデカいだけの相撲オタク」と呼ばれるほど弱かったが、大和国の息子である久世が入部すると彼の影響を受け、彼と稽古を重ねて素材は国宝級と呼ばれるまでに急成長する。IH団体戦では「栄大の秘密兵器」と呼ばれ出場、準決勝では副将として小関と対戦、お互い大将に似た取り口から「一足早い鬼丸対草薙戦」と形容される。しかし、草介に憧れながら草介になりたいダニエルと、火ノ丸に憧れながら火ノ丸のライバルでいたい小関との心構えの違いが如実に現れた結果、渾身の上手投げを残され敗北した。見た目通りの温和な性格をしており、理音を「リオンチャン」と呼ぶ茶目っ気もある。
大相撲編
20歳。四股名は「大欧牙 栄一（だいおうが えいいち）」。九月場所時点で、番付は西幕下筆頭。高校卒業後、大和国部屋に入門。幕下優勝決定戦で白狼に敗れた。
中嶋 悠希（なかじま ゆうき）
3年生。相撲部副主将。身長188cm、体重119kg。
IHのレギュラーには選ばれていないが、部員たちからは相談事は四方田よりも彼にするなど慕われる。腰痛持ち。大相撲編では四方田と同じく朝陽川部屋に入門していたことが明らかになった。花相撲では四方田と共に初切を担当した。

#### 鳥取白楼高校相撲部
鳥取県にある全国有数の強豪校。現最強横綱の刃皇の出身校。全国大会六連覇という偉業を達成している。日本全国のみならず海外からの留学生を積極的に取り入れており、そこから多くのプロ力士を輩出している。昨年度のIHと春の全国大会の団体戦で石神高校を破った。
天王寺 獅童（てんのうじ しどう）
声 - 竹内良太
3年生。相撲部主将。身長188cm、体重139kg。国宝「童子切安綱」。
昨年度・一昨年の高校横綱。中学3年で中学横綱、小学6年で小学横綱の座に就いた。高校入学以降から公式戦無敗、さらには全日本選手権においても社会人・大学生らの年上の強者たち相手に優勝、名実共に全アマ力士たちの頂点に君臨する。その実力は白楼出身の先輩である現横綱・刃皇をして、自分に引導を渡すかもしれないと警戒されるほどである。
虎視眈々と自分の首を狙う全国の強者たちの放つ敵意をそれ以上の烈気で跳ね除ける威圧感を持ち、普段は謙虚で礼儀正しいが、内心は鬼の気迫が漲り、高校生にして既に横綱の風格を放つ。また、関西出身で普段はどんな者にも関西弁で気さくに会話する。尊敬・羨望を一身に集める横綱を志す者の心構えがあり、ただ必死に相撲に取り組むことを良しとせず、相撲を楽しみ王者の余裕として笑みを絶やさないようにするなど、独自の拘りと美学を持つ。一方で王者の有り様としては似つかわしくないほど研究熱心で、大会前には自分と対戦可能性のある全力士を研究し、相撲と関連の薄い情報までを網羅する勤勉さは、時に相撲オタクと揶揄される。
今でこそ恵まれた体躯の持ち主だが、小学生時代はあまり身長が伸びず、生き残りのために技を磨いて小学横綱に就いた。その「小さくても勝てる相撲」は当時の火ノ丸に大きな影響を与え、百鬼薙などの豪快な投げ技は元は彼の技であった。しかし、中学時代に身長が急激に伸びたことで、彼が中学横綱になった頃には大型力士の"体"の圧力と小兵力士の"技"の巧みさを併せ持つ怪物と化した。この順調すぎる来歴は「相撲の神が舗装した道」とも比喩された。層が厚いことで有名な鳥取白楼でも1年生でレギュラーを務め、常勝軍団の絶対的エース力士として活躍、自身は2年連続の高校横綱、チームとしては団体戦6年連続優勝という偉業に大きく貢献した。火ノ丸たちが出場できなかった春の全国大会では、団体戦大将戦で沙田をして「勝てる気がしない」と思わせるほどの力量差で圧倒。全国大会前のテレビインタビューで「自分が一番相撲が好きだから自分が一番強い」と全高校生力士に宣戦布告、本戦でも個人戦予選を余裕の相撲で全勝、決勝トーナメント一回戦で火ノ丸と対戦する。当然火ノ丸を見くびらず徹底的な研究で彼の攻手をことごとく封殺し有利に試合を進める。百千夜叉墜からの自分の知らない攻手すらイメージトレーニングで予見し、これをかわすと死に体の火ノ丸に変形小手投げ「六ツ胴斬」をかけ勝負を決めた。試合途中までは火ノ丸に対し「君の相撲は痛々しくて見ていられない」と哀れみとも取れる眼差しを向けていたが、真剣を通り越して死に物狂いで最後まで抗い続けた彼を認め、敬意を払って勝利の笑顔は潜ませた。個人戦準決勝では無敗記録を更新する久世と対戦となる。立ち上がり、久世が自身と完全に互角であることを悟り、挑戦者時代の相撲に切り替えることを決意する。小兵時代に培った足技や超低空の突きを駆使し、草介を押し込むも、それが彼の大和国と同じ「静謐の相」を目覚めさせ、上手を許すことになる。それでもなお、これは自身の試練でありこの逆境を乗り越えるべきだと拘りを見せ、小手投げで勝負をかけたが、久世の力が上回る結果となり、上手投げを残すも寄り切りで敗北した。この際、上記の経歴をして天王寺は「相撲の神に愛された者」とされたが、「相撲の神そのもの」である草介を目覚めさせるために存在したのかもしれないと語られた。その後は3位決定戦にまわり、本気を出さない四方田に不満を漏らしながらも、寄り切りで3位を獲得する。
団体戦準決勝の大将戦では火ノ丸と再戦となり、一戦を交えたことで互いの理解を深めた両者の目まぐるしく攻守が入れ替わる戦いとなる。凶暴性を全面に押し出した「修羅戦黒の相」と、場数の差を活かした引き出しの多さと超低空の攻めで火ノ丸を土俵際まで押し込も、引きから溜めを作ってのぶちかましや、反り手、八艘飛びのフェイントなどを駆使して反撃してきた火ノ丸に自身の想定を覆され、両前ミツを許してしまい百千夜叉墜で態勢を崩される。体が死にきる寸前に投げを見舞い勝負をかけるが、火ノ丸の執念が僅かに勝り、敗北した。二度目の対戦では自身の流儀を貫き、負けるギリギリの瞬間まで笑みを絶やさずにいた。
その後は前年度と同じく高校生枠に選ばれ、全日本相撲選手権大会に出場、火ノ丸との3回目の対戦ではリベンジを果たし優勝した。「三段目付出」の資格を手にした火ノ丸に祝福の言葉を送り、自身も大相撲に進むことを伝えた。
挑戦者時代の守りを捨てて本能だけで戦う「攻める相撲」と、高校横綱の地位を築いてから相手の出方を見て最善の型で勝利する「守る相撲」を主体とする。この2つを場面によって臨機応変に使い分け、どんな形でも高い標準でこなすことができる。前述の小兵時代の経歴と、相手を研究し続ける勤勉さがその基盤となっており、対戦相手に見せ場を与えずに征服する相撲を得意とし、これを自身の「横綱相撲」と称している。
大相撲編
21歳。四股名は「童子切 安綱（どうじきり やすつな）」。鳥取白楼高校を卒業後、長戸部屋に入門し、幕下15枚目格付出で初土俵。名古屋場所時点の番付は西大関。サービス精神旺盛でプロ意識も高く、人気実力と共に認められており、次期横綱の呼び声も高い。九月場所では優勝候補筆頭と目され、刃皇にも期待される。花相撲では、意図的に刃皇の「憤懣の相」を引き当て接戦を演じるが、同時に複数の相を出せる横綱に想定を上回れ敗北した。9月場所、全勝で迎えた7日目の大包平との取組では、弱腰になった大包平に一度は落胆するも、そこから盛り返してきた彼の姿に笑みを見せる。投げの打ち合いで土俵下に落ちたことにより、左膝を負傷する事態となったが、彼をライバルとして再び認めた。8日の取組では、痛み止めを打って強行出場し、徹底して廻しを与えずに少しづつ確実に圧力をかける戦法で鬼丸を苦しめる。しかし、鬼丸の完璧なぶちかましを喰らい、踏ん張りきれずに土俵を割った。鬼丸に後を託したことにより途中休業を決意し、インタビューにて草薙・三日月・鬼丸の3名を名指して刃皇を止めるよう伝えた。その後は本人が「良いサポーターを見つけた」とのことで復帰しており、九月場所を勝ち越しで終えたようである。エピローグでは初場所を童子切が優勝で飾ったことを鬼丸が語っていた。
天王寺 咲（てんのうじ さき）
声 - 八巻アンナ
1年生。マネージャー。天王寺獅童の妹。身長152cm、体重40kg。兄とは全く似ておらず童顔の美少女。
休みに上京し、相撲部屋入りを考える兄のため各相撲部屋を見学する。柴木山部屋見学時に火ノ丸が来て、その実力をみることで大太刀高校が侮れない存在だと考えるようになり、火ノ丸には冴ノ山と久世は本当はどちらが強いのかと問うなど、小柄で純朴な外見にそぐわぬ観察眼の鋭さ、抜目の無さを垣間見せる。IH千葉県予選にバトとともに偵察に訪れ、その際に礼奈と邂逅し彼女が相撲部のマネージャーとなるきっかけをつくる。IH本戦では、今まで見ることのなかった兄の立て続けの敗北に動揺し、団体準決勝では涙を流していた。
学業優秀な優等生だが、兄とは違いかなりの運動音痴。相撲以外の趣味は麻雀でかなり強い。
大相撲編
大学2年生。ライター志望で、堀と同様に修業中。礼奈と火ノ丸の交際を応援するが、デートをストーカーするなど楽しんでいる節がある。兄の獅童によれば、咲には浮いた話はない模様。番外編では国宝の面々にインタビューをしていた。
バトムンフ・バトバヤル
声 - 大河元気
1年生。身長181cm、体重100kg。モンゴルからの留学生。略称でバトと呼ばれることが多い。
子どもの頃、テレビで見た大和国・薫山に憧れモンゴル相撲（ブフ）を始める。ナーダム優勝経験があり、選抜テストをクリアし鳥取白楼に留学して来た。相撲での栄達を求め日本に来たこともあり、当初は徹底した実力主義で、同じモンゴル人留学生の上級生や天王寺にも食ってかかる有様だった。しかし天王寺に格の違いを見せ付けられ礼儀作法を叩き込まれた後は彼をアニキと慕い、多少は節度ある態度を保つようになった。その徹底した実力主義は現在の角界にも向けられ、（薫山ら以前の強豪日本人力士たちには今も憧憬・尊敬の念を抱くが）今の日本人力士たちにはモンゴル人力士より弱い情けない連中とみなし、不遜な物言いが目立つ。しかしながら、横綱を志し相撲にかける情熱は本物で、そういった態度も上昇志向と気迫の裏返しでもある。また元・薫山である柴木山親方のファンでもあり、千葉予選を偵察に来ていた時に柴木山親方を見つけると興奮を露わにし後にサインをもらった。
IH千葉県予選にて初登場した際は、咲と共に偵察に来ており怪我で左腕にギプスをはめていた。県予選ということでさほど真剣に観戦しなかったが、火ノ丸の個人戦優勝を決めてなお緩まぬ雰囲気を垣間見たことで、彼もまた自分と同じく本気で横綱を志す人間であることを知る。全国大会では1年生ながら外国人力士枠を実力でもぎ取り団体戦に出場。モンゴル相撲ならではの多彩な組技で相手を圧倒し常勝軍団の一翼を担う。準決勝副将戦で対峙する佑真には、覇気の感じられない彼に自分を売り込む糧にすらならないと一瞥するが、試合中の彼の覚悟を認め対戦相手として認識し始める。佑真相手に突き合いで勝るなど、類い稀な相撲センスと実力差を見せつけるも、隠してきた奥の手を惜しみ無く繰り出した彼に虚を衝かれる。傾いた形勢を二枚蹴りで返そうとするも、強引過ぎたこともあり返しきれず、反撃を許さない佑真の突き押しにより土俵を割り敗北した。
大相撲編
20歳。四股名は「白狼 昇（はくろう しょう）」。高校卒業後、元・薫山の柴木山親方に憧れて入門。番付は東幕下9枚目。中々成果が出ないことや同郷の横綱・刃皇の突然の引退発言からの動揺と焦りから十両入りが決定した薫丸に対して八つ当たりに近い発言をしたことで火ノ丸に殴られるが、その後すぐに薫丸に謝罪し、以降も良好な関係を保っている。薫丸が蜻蛉切に重傷を負わされた際には、自身の番付では蜻蛉切に敵わないことから、火ノ丸に蜻蛉切を倒してほしいと懇願する。取組後は火ノ丸に感謝した。
九月場所で大欧牙を破り、幕下優勝をした。来場所は、十両に昇進することが決まっている。
加納 彰平（かのう あきひら）
声 - 増田俊樹
3年生。身長189cm、体重114kg。国宝「大包平」。
相撲をやる時はコンタクトだが、普段は眼鏡をかけている。「天王寺の次に強い」ことがプライド。全国大会団体戦準決勝で、國崎に寄り切りで敗北する。父親は鳥取白楼相撲部の監督。嫌なことがあれば唐揚げを揚げる。
大相撲編
22歳。身長189cm。体重135kg。
四股名は「大包平 彰義（おおかねひら あきよし）」。九月場所の番付は東前頭2枚目。鳥取白楼高校を卒業後、栄華大学に入学、2年生のときに学生横綱となり、幕下付出の資格を得て入門。同部屋であり性格に難のある刃皇を宥められる数少ない人物。9月場所では、刃皇や童子切などが自身のことを見ずに火ノ丸に興味を持つのが疎ましく思い、「無道」へと覚醒し勝つためなら相手を壊すことも厭わなくなっていくが、「無道」を全面に出した火ノ丸との取り組み中に、自身の内面を見つめ直す中で自身が幽体離脱して土俵を上から見下ろしている【離見の見】を習得する。取組後には他の力士たちが火ノ丸に興味や注目する理由を知り納得し、火ノ丸からの言葉で本来の冷静さを取り戻す。その後冴ノ山に負けるも2敗を維持し優勝決定戦での刃皇との取組では、自身がまだ知らない刃皇の一面を知り、惜敗した。九月場所で鬼丸と太郎太刀と共に敢闘賞を受賞した。
榎木 晋太郎（えのき しんたろう）
声 - 田丸篤志
2年生。身長174cm、体重82kg。
合気道を主体にした相撲スタイル。全国大会団体戦準決勝で小関の所見の技に即対応し勝利する。天王寺の中学の時からの後輩で、当時は結果が出ずに1度相撲を辞めようとするも、天王寺の言葉で奮起。相撲に合気道の要素を取り入れることで現在のスタイルを確立、選手層の厚い鳥取白楼のレギュラーにまで上り詰めた。バトとは犬猿の仲。高校卒業後は山陰大学の相撲部に所属している。強豪アマチュア実業団から誘われている。
首藤 正臣（しゅとう まさおみ）
声 - 鈴木崚汰
3年。身長187cm、体重188kg。
小学生の時から相撲大会でよく会っていた天王寺とは仲が良い。全国大会団体戦準決勝で三ツ橋の奇策に翻弄されるも、何とか出し投げで同体に持ち込む。その後の再試合で無難に勝利する。土俵上では一見無気力に見えた三ツ橋の態度に激高し、冷静さを失いかけるが、会場中を敵に回してもなりふり構わず勝ちたいという執念には感じ入るものがあった模様。決勝戦の観戦場所が良い席が埋まっていたからという理由によって、三ツ橋や礼奈たちのいた場所となってしまい、その際に三ツ橋とお互いに謝罪をしあった。高校卒業後は長門部屋に入門するが、相次ぐ怪我で相撲の意欲が低下してしまい廃業。第二の夢である、動物飼育員を目指して動物園で働く。

#### 金沢北高校相撲部
石川県の高校。全国優勝経験もある名門校であり、去年のインターハイでは団体3位だった。
日景 典馬（ひかげ てんま）
声 - 細谷佳正
2年生。身長202cm、体重119kg。国宝「大典太光世」。
身長2mを超す恵まれた体躯の持ち主で、早くも角界入りを嘱望されている。現役日本人最強力士である大関「大景勝」の弟だが、兄が刃皇という壁に突き当たり上昇志向を失ったと思い込んで失望し、一刻も早く大相撲で名を上げたいという焦りから周囲と衝突を繰り返した。
火ノ丸同様歴史マニアで、名古屋城のイベントでのいざこざから、火ノ丸との野試合に発展。水入りになったものの、彼に敗北感を味わわせる。その後は関取衆との合同稽古を行っていたが、駿海の噂を聞き、稽古を依頼しに来たところで火ノ丸と再度遭遇。駿海の弟子の権利をかけて彼と勝負をするも、技術を向上させた火ノ丸に敗北する。その際に駿海から「兄と100番相撲を取れ」とアドバイスを受け、これまで確執のあった兄との稽古を経て考え方にも変化が生じ、周囲への態度も軟化する。全国大会では國崎と対戦し、体格を活かして追い詰めるも最終的には敗北する。
大相撲編
21歳。身長204cm。
四股名は「大典太 光世（おおでんた みつよ）」。名古屋場所時点の番付は、西前頭2枚目。高校時代には兄・大景勝と確執があったが、師匠である鈴ヶ嶽親方の説教と駿海の助言によって兄に対する偏見を改め、尊敬するようになる。鬼丸とも過去に因縁があったが、趣味が合うこともあって、気軽に漫画や小説（日本歴史もの）を貸し借りする中になる。
大相撲編に移ってから、外面内面共に印象が大きく変わった人物の一人。ぶっきらぼうな言動は相変わらずだが、以前のような影のある剣呑さはほとんどなくなり、高校相撲編から登場している人物の中では最も精神的な成長を遂げる。
相沢 亮（あいざわ りょう）
声 - 木内太郎
3年生。相撲部主将。身長179cm、体重100kg。
にこやかな笑顔を絶やさないが、本来は血気盛んな性格で喧嘩も強いらしい。道場破りに来た千比路らを相手にせずにさっさと警察に通報するなど、相手の糧になることはしない主義。「自分たちは本気で全国優勝を目指しており、勢いだけで来たダチ高とは違う」と辛辣な言葉を投げかけるも、逆に小関の闘志に火をつける結果になる。
大相撲編
22歳。番付は東幕下29枚目。高校卒業後、理由は不明だが長門部屋からの勧誘を断り、見島部屋に入門。蜻蛉切になぜか避けられているらしい。
米村 竜二（よねむら りゅうじ）
声 - 石毛翔弥
3年生。身長177cm、体重135kg。
県予選個人戦では日景、相沢と共に上位3位に入る実力を持つが、インターハイ団体戦では出番が回ってくることなく敗退する。
プロレス好きで、殴り込みに来た國崎が被っていたマスクの種類を見分けていた。将来の夢はプロレスラー。
瀬良 拓海（せら たくみ）
声 - 八代拓
2年生。身長186cm、体重98kg。
県予選個人戦での成績は4位。軟派な性格で、ダチ高が殴り込みに来た際には千鶴子とLINE交換をしようとして相沢に制止された。
小森 謙介（こもり けんすけ）
3年生。身長180cm、体重126kg。
アダ名は「北高の良心」。米村と同じく団体戦では出番が無かった。

#### 川人高校相撲部
千葉県の高校。石神高校とは毎年地区大会の優勝を争う。
大河内 学（おおこうち まなぶ）
1年生。眼鏡をかけたインテリ風の力士。身長190cm、体重110kg。
去年の全中大会の1回戦で膝の怪我が原因で沙田に敗れてから彼をライバル視する。身長は1年前から10cm伸びている。川人高校の大物ルーキーとして登場するも団体戦の初戦で火ノ丸に敗れる。その後は体重を5kg増やし新人大会に臨むも火ノ丸にリベンジを果たす前に國崎に敗れる。
理屈っぽい自信家で、相手を見くびっては痛い目に遭うお調子者キャラだが、相撲に対しては真摯で、練習にも人一倍熱心。入部以降結果を出せずにいる自分に期待し続けてくれている重松ら先輩たちには思わず涙し、心から感謝する。インターハイ予選では石神戦で大将戦に出場。既にチームの敗戦は決定済みにもかかわらず川人の意地と未来を示すため、自身のリーチの長さを活かして大外から廻しを取りに行く速攻で沙田に挑むも完敗する。その後個人戦では組み合わせに恵まれ、間宮を破って3位の成績をあげ全国大会出場を決める。
小説2巻では、メインの回が描かれる。
大相撲編
柴木山部屋に入門。番付は西序二段50枚目→西序二段11枚目。19歳。柴木山親方からは「こーちゃん」と呼ばれる。
相撲部屋の集団生活に慣れずストレスから激痩せし、親方からも心配されている。
重松（しげまつ）
相撲部部長。金盛に勝るとも劣らない巨体と強面を持ち彼をライバル視しているが、金盛からは「眼中にない」と一蹴される。実際インターハイ予選では最早埋めようのない実力差を金盛に見せ付けられ完敗を喫する。
大河内には期待を寄せており、インターハイ予選で沙田に敗れ涙する大河内を抱きかかえていた。
藤本（ふじもと）
武骨な顔立ちが特徴。試合前になると気合を入れるためか自らの顎を拳で叩く仕草がよく見られる。

#### 常磐第三高校相撲部
下山 倫平（しもやま りんぺい）
関東新人大会の火ノ丸の1回戦での相手。
えげつなく品がない性格。恵まれた体ながら取り口も変化を好む。力士としての実力は全国区とは言えず向上心も乏しいが、国宝のような格上相手にのみ異様なモチベーションと勝率の高さを誇る。中学時代、火ノ丸に3連勝して彼を表舞台から去らせ、名塚から「鬼丸殺し」と称された。新人大会でも周囲が鬼丸に慄く中、自信と余裕を持って対峙するが、既に挫折を乗り越えた彼の敵ではなく、反則同然の素首落としも効かずに敗れ去る。ポッキーが好物らしく試合前にも貪り食う。

#### 西上高校相撲部
大太刀高校と同じ県にある高校。小関の出稽古先。相撲部は大会で毎年一回戦敗退する弱小だが、休日は小中学生などと合同稽古を行うなど和気藹々とした雰囲気である。石神高校と名前が似ているため、よく間違えられるらしい。
竹田（たけだ）
小関の知り合いで出稽古の対戦相手。小関は稽古での彼との勝率は6割だったが、試合になると雰囲気が変わる。

#### 三ノ矢実業高校相撲部
青森県の高校。
野地 数興（のじ かずおき）
3年生。国宝「数珠丸恒次」。身長192cm、体重220kg。
米屋の長男。力士の体格の理想を体現したような男だが、天王寺や久世には及ばない。
大相撲編
22歳。身長192cm。体重230kg。
四股名は「数珠丸 恒次（じゅずまる つねつぐ）」。三ノ矢実業高を卒業。日本人力士の中で最重量。かつて鬼丸が入幕して間もない頃、取組で彼に重傷を負わせてしまう。
本人は相手を傷付ける意思はないが、その重すぎる体重のために取組相手を負傷させてしまうことが多く、それを危惧するあまり土俵上で全力を出し切れないことが弱点。番付も変動が激しく、揶揄されることも多い。一方で「気は優しくて力持ち」を地で行くキャラクターから、ファンからの人気は高い。鬼丸が復帰した際には、労いの言葉とともに再戦を誓う。
九月場所での番付は東前頭三枚目
天下五剣に名を連ねているが、鬼丸たち他の力士と違い、固有の技が無く、またモブキャラクターのような扱いが描写されている。
畠山（はたけやま）
三ノ矢実業高校相撲部員の3年生。長門部屋の合同稽古に誘われ参加。

#### 大相撲関係者
※力士の地位などは火ノ丸が高校1年のときの7月場所時点のもの。

##### 大和国部屋
大和国 清一（やまとくに せいいち）
声 - 松田賢二
久世草介の父。作中で最後の日本人横綱。身長187cm、体重159kg(現役時)。39歳。本名は久世 清一（くぜ せいいち）。最高位は東横綱。
現役時代は横綱「大和国」としてパワーで勝る外国人力士とも互角以上に渡り合い、幕内優勝回数は31回を誇る大横綱。力士としての実力だけではなく、国民栄誉賞にも選ばれ、火ノ丸らの世代の学生力士の多くが憧れや目標を抱き、相撲に興味や関心の無いものですらその名を知らぬ者は無いといわれるなど、名実ともに国民的大横綱といっても過言ではない人物である。
晩年は若かりし頃の刃皇に完敗し現役引退を決意、一代年寄「大和国親方」として弟子の指導、育成にあたっている。愛妻家で妻とは新婚のように仲が良いが、結婚指輪を無くす度に買い直しているため、草介から若干呆れられる。本人曰く将棋の腕前は序の口レベル。
「大和国部屋」を名乗っているところをみると、一代年寄を認められた元横綱のようである。

##### 柴木山部屋
柴木山 明雄（しばきやま あきお）
声 - 郷田ほづみ
柴木山部屋の親方。身長172cm(公称)、体重145kg(現役時)。49歳。普段の一人称は「僕」だが、時折り「俺」と言うこともある。
四股名は薫山 明雄（かおるやま あきお）。本名は佐山 薫（さやま かおる）。最高位は西関脇。
大相撲力士としては恵まれた体格でなかったが、小兵ながら真っ向勝負に拘り続け、その苛烈でうるさい攻めから「爆竹」の異名をとった。たゆまぬ努力で徐々に頭角を現し、晩節には全盛期の大和国に土を付け、自身の相撲人生最大の金星としている。引退後は柴木山親方として角界でも一、二を争う猛稽古と評判の指導を行うが、彼自身の現役時代の稽古や親方となった頃の指導に比べればこれでもまだ温い方だという。
角界の将来を背負って立つ男という桐仁の触れ込みを真に受け、火ノ丸の一日体験入門を受け入れる。想定外の背の低さに最初は落胆するも、彼の実力と熱意を目の当たりにすると新弟子同等の申し合いの稽古をつける。小兵の身で真っ向勝負を取り続ける火ノ丸の姿に若い頃の自分を重ね、新弟子の寺原すらさせてもらっていない自身との稽古を付けてやるなど、彼をいたく気に入り、高校生横綱になって幕下付出の権利を得た場合は必ず自分の部屋に入るように激励する。また大太刀高校の火ノ丸以外の部員とも親しくしており、三ツ橋に自ら胸を出したり、選手復帰をするか悩んでいた桐仁に現役を引退しているが、全力で相手をし自身を倒した桐人の才能を高く評価していた。
顔は怖くやくざ風の外見で、事ある毎に檄を飛ばす迫力は現役時代から衰えず、稽古中は厳しく指導を行うが、稽古以外では至って面倒見の良い性格で、部屋の力士たちとの関係も良好。見学に来た咲も雰囲気のいい部屋と好感触を示す。1度、鬼丸のために見合いの話を持ちかけたことがあったが、鬼丸に婚約者（レナ）がいると知った時には、非常に恥ずかしがっていた。
WJ読切版では大太刀高校の校長で、火ノ丸からは以前から面識があるため「ちゃん」付けて呼ばれていた。
大相撲編
53歳。かつては（自分も現役時代は暴力的な指導を受けてきたため）殴って言うことを聞かせるような荒っぽい指導をしていたが、それは自身の指導者としての未熟さ故だったと火ノ丸に打ち明ける。今では稽古は厳しいながらも教え子に手を上げることはせず、「力士」たるもの「力」の扱いには気を付けねばならないと説く。
冴ノ山 紀洋（さえのやま のりひろ）
声 - 新垣樽助
柴木山部屋の部屋頭（その部屋での最高位の力士）。本名長谷川紀洋。身長191cm、体重149kg。23歳。一人称は「私」。趣味と特技はビリヤードと野球。
番付は幕内西前頭9枚目(最高位は西前頭筆頭)。柴木山親方からは「紀ちゃん」と呼ばれる。ポーカーフェイスが特徴的で、親方は勿論、格下の力士に対しても敬語口調で話す。基本的には穏やかでマイペースな性格だが相撲に対する姿勢は真摯で、柴木山親方の遺志を継ぎ彼が果たせなかった「横綱」志す。時には厳格かつ情け容赦ない面を見せる。
最初は火ノ丸に興味を示すも自分の糧にはなり得ないと判断し興味を失う。しかし、稽古の中で彼の頂点を志す意思が浮ついたものではないことを知ると再び興味を示し、明日からも稽古場に来るようにと進言する。
大相撲編
引き続き柴木山部屋の部屋頭。27歳。名古屋場所時点で西関脇。
国宝ら新世代力士の台頭、未だ関脇止まりの自身の番付など多くの重圧を抱えつつも腐ることなく努力を重ね、九月場所では刃皇に初めて勝利を飾った。九月場所を13勝2敗で終え、火ノ丸との初めて公式の場で優勝決定戦をし、火ノ丸を追い詰めるも、敗北し火ノ丸に優勝を託した。エピローグで九月場所では大関昇進は達成できなかったが、理事会から大関昇進の条件として来場所で10勝以上の成績を上げる用言われ、半年後には大関に昇進している。
寺原 拓哉（てらはら たくや）
声 - 柿原徹也
柴木山部屋に高校を卒業して入門したばかりの新弟子力士。身長185cm、体重135kg。19歳。
柴木山親方からは「寺ちゃん」と呼ばれる。関東の新人戦ではベスト3に入ったほどの実力者で、柴木山部屋での火ノ丸の最初の稽古相手となるが、彼には全く歯が立たない。自分より圧倒的に強いにもかかわらず小柄というだけでプロ力士への道が閉ざされている火ノ丸の素質を惜しみ、親身に接する。
大相撲編
東三段目34枚目→西三枚目64枚目。23歳。高校相撲編で登場した時よりも極端に太っており、親方からは減量を指示される。バトとは犬猿の仲。

##### 現役力士
刃皇（じんおう）
3人の現役横綱の一人。元鳥取白楼高のモンゴル人留学生。
駿海の依頼に応え、火ノ丸に1番だけ稽古をつける。
大相撲編では一人横綱。詳細な紹介は大相撲編の人物欄参照のこと。
大景勝 優清（だいけいしょう ゆうせい）
優勝経験はないが、日本人最強力士と目される大関。本名は日景 優清（ひかげ ゆうせい）。日景典馬の実兄。
大関になって以降1度も負け越したことは無いが、年の離れた弟から刃皇の圧倒的な強さを前に、横綱を諦めていると思われており、尊敬と軽蔑が入り交じる複雑な感情を抱かれる。
三尾錦（みおにしき）
声 - 坂巻学
番付は幕内東前頭八枚目。我が強くやや高圧的な人物。
番付が全ての角界でそれを持たぬ火ノ丸を虫ケラと一瞥する。それでも自らに挑んできた彼に1度は百千夜叉堕を決められるが、すぐさまリベンジを果たし幕内力士としての実力を示す。初物が苦手な模様。
岩竜雅之（がんりゅう まさゆき）
声 - 藤原貴弘
番付は西前頭五枚目。実力はあるが我が強く、やや傲岸不遜な人物。
駿海の依頼で火ノ丸に一番だけ稽古をつけるが、稽古後に火ノ丸を軽視する会話を駿海に聞かれ、彼の怒りを買う。

##### その他
駿海 登喜雄（しゅんかい ときお）
声 - 井上和彦
柴木山親方の師匠で、角界の長老的存在。71歳。独身（離婚歴1回）。身長184cm、体重136kg(現役時)。本名は尾川登喜雄。
加齢により外見が変わっていたため、火ノ丸も初対面の時には気付かなかったが、現役時代は幕内優勝11回の名横綱で、親方としても2人の横綱を育てた実績を持つ名伯楽。定年のため既に相撲協会から身を退いた隠居だが、老いてなお現役の関取衆を恐れさせる威圧感で角界に睨みを利かせ、火ノ丸の修行相手に横綱を含む数多くの現役力士を呼び付けるなど、未だその権力は計り知れない。外見的にはニヒルな不良爺風で無愛想かつ口も悪い上、逃げ出した弟子も多く、外部からは批判的な評価を受けがちだが、柴木山親方ら角界の上位陣からは慕われており、大和国親方・大景勝などと共に高校相撲を観戦する場面も描かれる。また、外国人力士にも分け隔てなく接し彼らを励ます一方、日本人力士が弱体化して久しい現在の角界の実情も憂慮している。両親のいない火ノ丸にとっては、柴木山親方を父とするなら駿海は祖父のような存在であると火ノ丸自身は語っている。
柴木山親方からの依頼で火ノ丸の個人指導を引き受け、火ノ丸の持ち技「百千夜叉堕」を必殺技として確かなものへと昇華させるために力を貸す。言葉で教わるのではなく、自分で考え創意工夫し試行錯誤を重ねて辿り着いた答えにこそ本物の強さは宿るという理念の下、自身も時代遅れと認める無理難題に等しい修行を火ノ丸に課し、思考力・発想力を飛躍的に高める。インターハイ後、弟子の長門親方（元横綱駿勇）に要請して長門部屋を設立させ、その発表の際に卒業間近の高校相撲の精鋭たちを一斉招集して勧誘する。
大相撲編
火ノ丸たちの活躍に触発され、現在は長門親方と共に相撲指導を行う。飄々とした言動は崩さないが、持病の悪化で入院する。余命も危ぶまれていたが、鬼丸が横綱になるまでは死ねないと約束する。その後、無事に退院した様子で、退院後は国技館で鬼丸ら現役力士たちの活躍を連日見守り続け、最終回まで元気な姿を見せていた。

#### その他の登場人物
名塚 景子（なづか けいこ）
「月刊相撲道」の女性記者。年齢は20歳代。廻しを締めた高校生を見て興奮する性癖を持つ。高校相撲界の動向には精通し、国宝世代の面々に目を輝かせる。
宮崎 敏夫（みやざき としお）
「月刊相撲道」の記者。名塚の同僚で彼女の性癖に苦労している。カメラのファインダー越しに力士の実力を感じ取れる。
高荷 志帆（たかに しほ）
声 - 遊井亮子
佑真がかつて通っていた空手道場の女性師範。
ケンカが原因で佑真を破門した。過去の無礼を謝罪した上で相撲で使える空手技を身につけるべく教えを乞う佑真に対し、空手を悪事に使ったことを許さず、「覆水盆に返らず」として拒絶する。しかし、稽古が引けたあと再訪した彼の偽りなき決意を目の当たりにし、彼を正しい道に指導できず悔やんでいたことを打ち明け、相撲にも使えそうな技を伝授すべく稽古をつける。インターハイ予選では、「自分の応援がなくて勝てないような腑抜けではない」として佑真の応援に行かず、見守るにとどまる。
その後、佑真が敗北した際には彼の覚悟を試すために、酒に溺れるふりをする。結果報告と更なる教えを乞いに訪れた彼に、他校のデータや試合のビデオを見せるなど、内心は更生したことを認めていた描写がある。
なお、5000円の月謝はきっちり徴収した模様。年齢は28歳だが既婚者で6歳の息子がおり、家族に対しては非常にデレデレである。下戸。
小説2巻では、佑真を破門にした詳細が明かされる。
蟹江 哲治（かにえ てつじ）
声 - デーモン閣下
柴木山親方が現役時代から贔屓にする医者。専門整形外科。
外見的には不良爺風で医者に見えず、外観こそ廃墟同然の診療所で治療を行う。しかしスポーツ医学に精通し、高額の医療機器を取り揃え、医者としては非常に優秀（本人曰く「無駄なことはしない主義」）。
負傷した火ノ丸や三ツ橋の治療を行う。
久世 実和子（くぜ みわこ）
声 - 小山めぐみ
草介の母親で大和国親方の妻。39歳。草介を「草介さん」と呼ぶ。相撲に関心があるが、見るのは怖いとして直接観戦することは少ない。元歌手で、共通の知人の紹介で大和国と知り合った。
潮 恵子（うしお けいこ）
声 - 渡辺明乃
火ノ丸の母親。故人（享年34歳）。生前は相撲に打ち込む火ノ丸を応援し、夫が亡くなってからは女手一つで彼を育て、現在の火ノ丸の相撲に対する姿勢にも影響を与える。学生時代は素行が悪く、夫とは駆け落ち同然で家を飛び出した。その後は各地を転々とし、火ノ丸の特徴的な口調が身に付くきっかけにもなる。なお、駆け落ち同然に家を飛び出してはいるが、両親との関係は比較的良好だった模様。
解説親方マークII ＆ 分からない君
おまけコーナー「火ノ丸相撲解説席」に登場するオリジナルキャラクター。
相撲の解説のために脳と体を機械化した科学の子である親方が、相撲をまったく知らないという少年の分からない君の質問に回答する形でコーナーが進む。解説親方マークIIはかつては解説親方であった。
小説版でも登場し、火ノ丸たちに道場の外につまみ出された。2作目にも登場する。

### 大相撲編
地位や年齢は大相撲編の始まった名古屋場所のもの。詳細なプロフィールは「高校相撲編」を参照。

#### 柴木山部屋
鬼丸 国綱（おにまる くにつな）

冴ノ山 紀洋（さえのやま のりひろ）

白狼 昇（はくろう しょう）

薫丸 弘樹（かおるまる ひろき）
番付は東幕下2枚目から十両。27歳。部屋の中では「丸さん」と呼ばれる。
同期の冴ノ山とは仲が良いが、順調に出世した彼とは対照的に才能に恵まれなかった苦労人。親方からの引退勧告も経験しつつも、冴ノ山の付き人下積み生活を耐えつつ、入門から12年で十両昇進を決めた。しかし、十両として初の土俵となる予定だった秋場所直前の合同合宿稽古で蜻蛉切から睨まれ、膝に致命的重傷を負わされる。巡業も休業し、力士生命も危ぶまれるが、火ノ丸と蜻蛉切の取り組みを見て再起を決意し、手術が成功後は蟹江の下でリハビリに励んでいる。
疾風山 武士（はやてやま たけし）
番付は東幕下21枚目（九月場所時点）。25歳。
寺原 拓哉（てらはら たくや）

薫若 太一（かおるわか たいち）
番付は東三段目89枚目（九月場所時点）。23歳。
なかなか成果が出ず、親には諦めて帰って来いと言われる。
大河内 学（おおこうち まなぶ）

星野 光（ほしの ひかる）
新弟子力士。時点の番付は西序ノ口14枚目。元は火ノ丸たちのインターハイでの活躍に感銘を受けてダチ高相撲部への入部を希望していたが、火ノ丸を慕って中卒で柴木山部屋に入門し、彼の付人となる。
柴木山 明雄（しばきやま あきお）

#### 長門部屋
童子切 安綱（どうじきり やすつな）

鬼切 安綱（おにきり やすつな）

太郎太刀 信也 （たろうたち しんや）

長門親方（ながとおやかた）
駿海の弟子で、元横綱。現役時代の四股名は駿勇。大相撲編時の年齢は53歳。火ノ丸たち大太刀高校のインターハイ優勝後、駿海の要請で長門部屋を立ち上げる。駿海とは対照的に、弟子たちに具体的かつ丁寧な助言を与える指導方針を取っており、鬼切のハンデに対しても理解を示し、それに見合った稽古を提案した。解説者としても鋭い洞察力を持っており、刃皇が取り組み中鬼丸に対して精神世界で裁判を行なっていることを見抜いた。同じ駿海の弟子である柴木山親方とは、兄弟弟子の間柄。
駿海（しゅんかい）

#### 大和国部屋
草薙 草介（くさなぎ そうすけ）

大和号 司（やまとごう つかさ）
21歳。火ノ丸ら「国宝」たちと同世代だが高校には進学せず、中卒でプロ入りし実力を伸ばしてきた三人の若手力士「天下三名槍」の一人。番付は東前頭筆頭（九月場所時点）。
草薙と同様に口数が少なく無愛想だが生真面目な性格であり、火ノ丸ら柴木山部屋の力士たちとの関係は比較的良好。本人は「天下三名槍」と呼ばれることについて「他の二人とは一緒にされたくない」と語る。ぶちかましは角界一と言われ、大和国部屋では草薙に次ぐ期待の星と言われる実力を持つ。
大欧牙 栄一（だいおうが えいいち）

清心道 理音（せいしんどう りおん）

大和国 清一 （やまとくに せいいち）
大和国部屋の親方。一代年寄。最後の日本人横綱にして、草薙の父親。
打倒刃皇を掲げる若手力士たちに対し、合同合宿では部屋の垣根を越えて稽古をつける。

#### 朝陽川部屋
刃皇 晃（じんおう あきら）
本名は、ダワーニャウィン・ツェウェグニャム。
モンゴル出身で、鳥取白楼高校留学から角界入りした現役最強横綱。32歳。晩年の大和国を引退に追い込み、自らは優勝44回を数える横綱となった。既婚者で、土俵の外では姉さん女房の由美に頭が上がらないらしい。駿海には高校時代から良くしてもらっているため非常に慕っており、卒業後は彼の部屋に入門しようとしていたが、既に外国人力士枠が埋まっていたため、朝陽川部屋に入門した。
普段は立場相応の威厳と風格を供え、一方で格下の力士にも明るく接する気さくさを見せる大人物。しかし、突然子供のように泣き出す、口汚い言葉で相手を威圧するなど情緒の波が激しい。特に時折垣間見える暴力的な一面は、「相撲をやっていなかったらどうなっていたかわからない」と評される。物事を熟考する際、脳内に性格の違う『刃皇』が多数現れ議論する「刃皇会議」が開かれる演出がなされ、多彩な側面を持つことが表現される。しかし、そうした幾つもの顔を見せつつ、「相撲を心から愛し、角界の将来を憂えている」という姿勢は一貫している。
大相撲編では、彼の一人横綱になっている。44回の優勝を果たした表彰式の直後の土俵下でのインタビューで、「自分に勝てる力士がいない」「相撲が可哀想」と突然号泣。次場所で自分を倒せる力士がいなければ健在のまま引退する、と勝ち逃げを宣言。この発言は物議を醸すが、鬼丸ら若手力士の闘志に火をつける。
小説版の三作目では、単独メインの話が書かれた。
身長193cm、体重176kg
大包平 彰義（おおかねひら あきよし）

四方田 尽（よもだ じん）

#### 鈴ヶ嶽部屋
大友 優清（おおとも ゆうせい）
本名、日景優清。33歳。現役時の四股名は大景勝。
優勝経験はないが、刃皇に現役中6勝し、横綱に最も近い日本人力士と目された。大相撲編開始前年の刃皇との取組で負傷し、引退。引退後は年寄「大友」を襲名し、部屋に残って後進を指導する。その後、刃皇の引退予告騒動を経て、彼や国宝たちを追い込んだのは自分達の世代の不甲斐なさゆえと思う所があった模様。そのため、刃皇に6度勝利した「経験」を国宝たちに伝授すべく、大和国と共に強化合宿を開く。
大典太 光世（おおでんた みつよ）

鈴ヶ嶽孝晴（すずがたけ たかはる）
元大関。現役時の四股名は巖嵐孝晴。本名は浅井孝晴。日本人最強の大関と言われた大景勝を育て、兄の大景勝に対する学生時代の典馬（後の大典太）の間違った偏見を正す役割を担い、親方としての指導力は高い。大景勝の引退後は、大典太を将来の横綱とすることを目標とし、彼の才能に並みならぬ期待をかける。
現役時代苦手な相手だったこともあり、柴木山親方とはあまり仲が良くない様子だが、千秋楽で感極まって泣く柴木山親方の肩に手を添えて労った。

#### 荒浜部屋
数珠丸 恒次（じゅずまる つねつぐ）

#### 皆川部屋
三日月 宗近（みかづき むねちか）

大般若 長光（だいはんにゃ ながみつ）

#### 見島部屋
蜻蛉切 瑠偉（とんぼきり るい）
20歳。「天下三名槍」の一人。日本人の母とイギリス人の父のハーフで、欧州系力士と日本人力士の長所を併せ持つ豪腕正当派。なお、生まれも育ちも日本で英語も喋れない。相撲以外の特技はサッカー。最高位は小結で、九月場所時点での番付は西前頭5枚目。
本来力士に必要必要不可欠とされる「心・技・体」のうち「技」「体」の要素は優れているが、「心」の部分が全く伴わず、極端に差別意識の強い番付至上主義者。大和号曰く「悪い意味で大相撲に染まった男」と評される。
新弟子時代、ハーフというだけで注目されていると先輩力士たちから陰湿なイジメを受けたことで性格が歪み、復讐のために稽古を重ね、先輩たちの番付を抜いた時点で彼らに制裁を加えて部屋から追い出した。その後も自分より番付が下の者に横暴な態度をとり、付け人は彼の横暴に耐えかねて何人も辞めている。
才能がないのに無駄な努力をする力士を嫌い、特に体が小さい火ノ丸を目の敵にする。一方、自分が認めた才能ある力士には親切に接することができ、褒められると機嫌が良くなり奢るらしいが、自分の考えを否定するような相手は故意に負傷させるなど、作中の登場人物の中でも屈指の危険な人物として描かれる。ただし、素行は角界入り以前から問題があったらしく、中学時代から喧嘩沙汰と深夜徘徊で補導されており、新弟子時代もよく門限違反で怒られていたらしい。一方で、嫌われていることに涙することもあり、付け人となった相沢からは面倒くさいと思われている（蜻蛉切も相沢を苦手としている）。
その実力と今の強さに至るまでの努力は本物で、鬼丸は本割で彼に1度も勝ったことがない。鬼丸は、蜻蛉切の強さを認めつつも圧倒され、このような品のない男がなぜこんなに強いのかと怒りを感じる場面が描かれた。
9月場所では稽古による負傷の影響もあって13日目まで13連敗、休場に追いこまれる。
身長192cm、体重163kg。
相沢 亮（あいざわ りょう）

#### 安曇野部屋
百乃花 吉美（もものはな よしみ）
32歳。九月場所時点で番付は角番の西大関。大景勝と同様に刃皇に勝利経験のある数少ない日本人力士。「〜のね」という特徴的な喋り方をする。
身長184cm、体重160kg。
巨兜 太郎（おおかぶと たろう）
29歳。ハワイ州オアフ島出身。九月場所時点で番付は西小結。本名はジョージ・フイアマル・ワイラニ・アティサノエ。幕内最重量の260kgの巨体を活かした押し相撲を評価される。
刃皇との一番では彼が鬼丸のことを考えていて「上の空」であることに気付くが、その状態の刃皇に軽く投げられる。
身長193cm、体重260kg。

#### 巽部屋
金鎧山 隼人（きんかいざん はやと）
30歳。番付は東大関。モンゴル出身。過去二回の幕内最高優勝経験を持ち、大関の地位を6年も守り抜いている実力者。
既婚者であり、家族想いで紳士的な好人物故に品格も評価され、一時は刃皇の後継者と言われていた。しかし優勝した翌場所で負け越し、綱取り失敗してからは上に上がることに消極的になり、より力士寿命が長い大関の地位に知らず知らずのうちに満足してしまっていた。鬼丸との一番では家族への愛で奮起し、互角の勝負を繰り広げる。
身長185cm、体重159kg。

#### 厳島部屋
御手杵 忠（おてぎね ただし）
20歳。九月場所の番付は東関脇。「天下三名槍」の一人。
懐の深さと柔軟性で相手を飲み込む、長身の技巧派力士。お調子者の性格で、先輩力士でも衰えの目立つ力士をからかい見下す傾向があるが、認めるべき部分は素直に認める。歌が上手く、CDを出している。
身長201cm、体重176kg。

#### 三笠部屋
岩竜雅之（がんりゅう まさゆき）
32歳。最高位は前頭筆頭だが、大相撲編時点の番付は前頭15枚目まで下がっている。かつて自分が馬鹿にしていた鬼丸と再戦するも、歯が立たず敗北。九月場所は東前頭13枚目。既婚で娘が二人いる。
身長186cm、体重159kg

#### その他の角界関係者
三尾錦（みおにしき）
大相撲編時点の正式な出番は無いが、半年後火ノ丸の結婚式に出席した。九月場所は東前頭14枚目。

#### その他の人物
五條 礼奈（ごじょう れいな）

五條 佑真（ごじょう ゆうま）

三ツ橋 蛍（みつはし けい）

狩谷 俊（かりや しゅん）

堀 千鶴子（ほり ちづこ）

天王寺 咲（てんのうじ さき）

荒木 源之助（あらき げんのすけ）

富士さん（ふじさん）
35歳。2年前まで柴木山部屋の力士で、現役時代の四股名は薫富士。
関取にはなれなかったが、料理が得意で、引退後は、ちゃんこ料理屋「薫富士」を経営。柴木山部屋の力士たちの行きつけの店となり、鬼丸も刃皇夫妻を招待した。
鞘野由美（さやの ゆみ）
刃皇の妻。34歳。銀座の元ホステスで、見目麗しい美女。惚れこんだ刃皇が口説き落として結婚に至った。
夫より2歳上の姉さん女房で、刃皇は彼女に頭が上がらない。常に冷静沈着で一見キツめな印象を与えるが、刃皇を時には叱咤し時にはサポートするなど横綱の妻としての立場を自覚し、相応に振る舞う。
結婚の際に後援会と揉めて以降、今も後援会とは関係が良くない。

### アニメオリジナル
ちゃんこ
声 - 落合福嗣
いつの間にかダチ高相撲部に住み着いた野良猫。どことなく小関に似ている。命名者は火ノ丸。佑真に懐いているが、チヒロを嫌っている。

## 技術
鬼車（おにぐるま）
使用者：潮火ノ丸、國崎千比路、三ッ橋蛍
火ノ丸の象徴とも言える技。火ノ丸はこの技で一時代を築いたとされる。相手の廻しを右手で掴んだ状態から、左手で相手の頭部を押し下げつつ繰り出す右下手投げ。決まった場合、相手はまるで風車のように回転し真っ逆さまに地に倒れ伏す。
大相撲編の数珠丸との取り組みで右腕を大怪我してからは、イップスにより鬼車が使えなくなっていた。しかし、9月場所の草薙との取り組みを経て解消、再び使えるようになった。
相撲雑誌のインタビューで作者が明かしたところによると、千代の富士の「ウルフスペシャル」にインスピレーションを受け作ったものである。
鬼車・破型（おにぐるま・はけい）
使用者：潮火ノ丸
沙田のような廻しを取らせない相手を想定して、千比路との試合で作った技。相手の腕を巻くようにしてから行う変形の掬い投げで、相手の廻しを掴めない場面でも対応できる。
鬼車・絡手（おにぐるま・からめて）
使用者：潮火ノ丸
鬼車の派生技の一つで左手で相手の手首を掴み、右手で相手の廻しを引く強力な下手投げを繰り出す。
鬼車・火龍（おにぐるま・かりゅう）
使用者：鬼丸国綱
大相撲編で使用。鬼車の派生技の一つで、相撲における掛け投げを繰り出す。なお、大般若との取り組みの際はイップスが完治していなかったため、自手取りで右腕のパワー不足を補った。
愛・鬼車（あい・おにぐるま）
使用者：鬼丸国綱
大相撲編で使用。「鬼炎万丈・青春の相」から繰り出された鬼車。金鎧山との取り組みの際はイップスが完治していなかったため、左腕で相手の左足を払って崩しを一つ入れてから鬼車で投げ飛ばした。
鬼嵐（おにあらし）
使用者：潮火ノ丸
左手で相手の廻しを掴み強力な下手捻りを繰り出す。主に鬼車で仕留め切れなかった相手への二太刀目、返しの一手として使用される。小学生時代は「鬼車」と、この技を駆使して小学生相撲を制覇している。
鬼嵐・払手（おにあらし・はらいて）
使用者：潮火ノ丸
鬼嵐の派生技。右手で下手捻りを行い、左手で内無双を行う合わせ技。
鬼嵐・諸手（おにあらし・もろて）
使用者：潮火ノ丸
下手で左右に振り回し、相手の体勢を崩し百千夜叉堕へと繋げる鬼嵐の派生技。
鬼楼（おにのたかどの）
使用者：潮火ノ丸
相撲における下手櫓投げを繰り出す。
百鬼薙ぎ（ひゃっきなぎ）
使用者：潮火ノ丸、天王寺獅童
両手で相手の廻しを掴んだ状態から、右手で右下手投げ「鬼車」、左手で左下手捻り「鬼嵐」の2つの技を同時に繰り出し相手を薙ぎ倒す。表に出てこなかった中学時代三年の間に編み出した「三年先の稽古」の集大成とも言える大技だが、天王寺を見本にした技とも語っている。物語中盤では左右逆バージョンの逆・百鬼薙ぎも披露している。
大相撲編で右腕を大怪我してからはこの技も使えなくなっていたが、イップスを解消したことで百鬼薙ぎやその派生技も再び使えるようになった。
百鬼薙ぎ・破型（ひゃっきなぎ・はけい）
使用者：潮火ノ丸
天王寺の体勢を崩す際に生まれた、すくい投げ「鬼車・破型」と下手捻り「鬼嵐」を合わせた新たなる百鬼薙ぎ。
百千夜叉墜（ひゃくせんやしゃおとし）
使用者：潮火ノ丸
百鬼薙ぎからさらに足掛けを行う三点同時攻撃というコンセプトを元に編み出した技。桐仁が提案するも稽古場では完成には至らなかったが、IH県団体決勝戦での沙田との戦いの中で「修羅の相」の領域に入ったことで本能的に辿り着いた。廻しを持った両手を畳み、背負った状態から投げと同時に相手の軸足を払う、彼にしか成し得ない低身長を武器とした「火ノ丸相撲」を体現する、強烈な威力を持つ「必殺技」である。
三つの合わせ技であるため、技そのものの難易度が非常に高い。また、勢いをつけて放つため、足払いを避けられた場合、立て直しの効かない諸刃の剣でもある。当初はこの弱点を日景らに相次いで見透かされ、全国やプロ相手には通用しない技と考えられていた。しかし、駿海から出された修行をこなすことで、技の難易度の高さに慣れ、鬼丸が技自体に慣れたことで応用が効くようになり、今まで培ってきた技術を崩しやフェイントとして組み込むことで決まり手が無限大とも言える技に至る。対戦相手は技が来ると分かっても崩された体勢では避けられないため、その名の通り百千の鬼に堕とされるような「必殺」と相成った。なお、決まり手は二丁投げに相当する。
大相撲編で右腕を大怪我したことによってこの技も同時に使用できなくなっていたが、イップスを解消したことで再び使えるようになった。さらに休業中に習得した様々な技を組み合わせることで崩しのパターンが増え、さらに強力な必殺技となった。
腕取り・百千夜叉墜（うでとり・ひゃくせんやしゃおとし）
使用者：鬼丸国綱
大相撲編にて使用。左手は相手の廻しではなく右腕を掴みながら放つ、派生版の百千夜叉墜。
焼け撥（やけばち）
使用者：鬼丸国綱
大相撲編から使用。アマチュアでは禁止技だった張り手が解禁され、手が付けられない暴力の嵐のような連打となる。
無刀一輪（むとういちりん）
使用者：鬼丸国綱
大相撲編から使用。相手の腕を手繰って行うか一本背負い。イップスで鬼車ができなくなった右腕でも使用できる投げ技で、怪我による長期休場から復帰する際に、総合格闘家である荒木から教わっていた。相撲という競技の性質上、無防備に背を晒すリスクは伴うが、鬼丸の小ささと強靭な足腰がこの奇手を必勝の一手に昇華させた。逆バージョンでは、左側で投げを行う「裏・無刀一輪」がある。
奈落連（ならくづれ）
使用者：鬼丸国綱
大相撲編で使用。相撲における首投げを繰り出す。大典太との取り組みで窮地に陥り使用した右腕での投げ技だが、放った鬼丸自身も勢い任せに土俵の下に落ちる「道連れ」の技のため鬼丸自身にも危険が伴う。
鬼炎轟進（きえんごうしん）
使用者：鬼丸国綱
大相撲編から使用。不知火型の構えで脱力し、一気に攻めるぶちかまし。角度、筋肉の関節の連動などの全てが噛み合っており、大和号のぶちかましをも破る会心の一撃と化した。金鎧山との取り組み中に偶然放った技だったが、取り組みを重ねたことで鬼丸はこれを狙って出せるようになっている。
大股・鬼無双（おおまた・おにむそう）
使用者：鬼丸国綱
大相撲編にて使用。相手の懐に踏み込んだ状態から、相手の腿の外に自身の片手をかけて勢いのまま投げ飛ばす。無道の深い踏み込みがあってこそ成し得た大技。
撃砕（げきさい）
使用者：太郎太刀
大相撲編で使用。四つ相撲を捨て、押し相撲へ転向した小関の、身体ごとぶつかる渾身の追い諸手突き。
空手改法 追い突き・開手（からてかいほう おいつき・かいしゅ）
使用者：五條佑真
空手の追い突きのような構えから繰り出す、一撃に重きを置いた突き。佑真が得意の空手を相撲に活かすために編み出した。稽古場では千比路を倒し、新人戦で草介をぐらつかせるなど、その威力は高い。しかし、ある程度の間合いがないと使用できず、隙も大きい技でもある。
空手改法 乱突き・開手（からてかいほう　らんづき・かいしゅ）
使用者：五條佑真
空手の突きを応用して張り手の連打を繰り出す技。回転数が速く一見軽く見えるが、一発一発が相手の芯に響く一撃となっている。
空手改法 巻き伏せ（からてかいほう　まきぶせ）
使用者：五條佑真
相手の攻めに対し「受け」から「攻め」へと転じるいなし技。相撲でのいなしよりも強力な空手らしい捌き技となっている。
手繰り追い突き（たぐりおいづき）
使用者：五條佑真
相手の手を掴み、自身に引き寄せながらカウンター気味に突きを繰り出す一撃に重点を置いた突き。紙一重で躱しはしたが、対戦相手のバトも「この一撃はヤバい」とその威力の危険を察知していた。
掛け突き 破城掌（かけづき　はじょうしょう）
使用者：五條佑真、鬼丸国綱
相手の足に下段蹴りをかまし、その際に絡ませた足を引いて全身を加速させながら行う強烈な突き技。下段蹴りは相手の意識を下に逸らす役割も担っている。
大相撲編では火ノ丸が長期休業から復帰する際に空手も教わっていたことから、「轟・破城掌」として強化版を使用している。
チヒロSP（スペシャル）1号
使用者：國崎千比路
学祭で使用。レスリング主体の巻き一本背負い。初見でなければ防ぎきれなかったと火ノ丸に称賛された。
チヒロSP（スペシャル）2号
使用者：國崎千比路
相撲における足取りを繰り出す。レスリングとの共通技のため、相撲に転向した千比路は多様していた模様。
チヒロSP（スペシャル）4号
使用者：國崎千比路
学祭で使用。超低空の飛行機投げ。
チヒロSP（スペシャル）13号
使用者：國崎千比路
相撲における外無双を繰り出す。レスリングとの共通技のため、相撲に転向した千比路も難なく使用していた。
ネオチヒロSP（スペシャル）1号 撃墜投（シュートダウン）
使用者：國崎千比路
相撲における襷反りを繰り出す。千比路が相撲への理解を深め、持てる技術と自由な発想で辿り着いた技。大相撲でも滅多に見られない幻の決まり手である。
ネオチヒロSP（スペシャル）2号
使用者：國崎千比路
相撲における合掌捻りを繰り出す。跳ね上げる瞬間に、兵藤には外掛けられ倒れてしまったため失敗に終わっている。
ネオチヒロSP（スペシャル）3号 リバースネルソンデスロック
使用者：國崎千比路、大般若長光
相撲における五輪砕きを繰り出す。火ノ丸の送別相撲で披露した、千比路最後の相撲技でもある。
大相撲編では、千比路の兄である大般若長光も鬼丸との取り組みで使用している。
八艘飛び（ホタルスペシャル）
使用者：三ッ橋蛍、國崎千比路、鬼丸国綱
高校相撲では身体が劣る三ッ橋に桐仁が授けた小兵の技。IH県団体戦決勝での初披露の際はセオリー通り立ち会いと同時に横に飛び、間宮を一瞬動揺させた。奇策であるため、本来ならば二度と成功しない技と思われていたが、IH団体戦準決勝の首藤戦では、挑発→猫だまし→八艘飛びといった連携で「三本の矢」に進化させたことで成功させた。また、土俵際にいた自身と相手の立ち位置をこの技で入れ替えて攻守を逆転させ、逆に相手を土俵際に追い込むなど、大きな利点もある。
大相撲編では「ホタルスペシャル」の呼称で鬼丸も使用し、草薙の重心を上げることに成功している。
原型 三点投げ（げんけい さんてんなげ）
使用者：辻桐仁
百千夜叉堕のコンセプトとなった技。形としては二丁投げに近い。火ノ丸の百鬼薙ぎの打ち合いに勝る威力を誇る。ただし、この技は百千夜叉堕と異なりカウンター技であるため、相手が動き出さない限り使用できないデメリットがある。
渦切（うずきり）
使用者：辻桐仁
相撲における頭捻りを繰り出す。IH団体戦決勝にて使用。スピードと華麗さを兼ね備えた超高難度の技であり、投げられた対戦相手の理音も思わず土俵上で感嘆した。
濤切（なみきり）
使用者：鬼切安綱
大相撲編で使用。相撲における網打ちを繰り出す。
上弦之月（じょうげんのつき）
使用者：沙田美月、國崎千比路
左足で土俵に優美な三日月の軌跡を描きながら、相手の圧力を利用した強烈な上手出し投げを繰り出す。170kgの相手をも土俵の端から端まで投げ飛ばせる威力がある。
千比路は県大会で何度か見ただけでこの技を使えるようになった。
上弦之月・朧（じょうげんのつき・おぼろ）
使用者：沙田美月
一切の無駄がない動きで繰り出される無感の上手出し投げ。対戦相手であった大河内はマワシに触れられたことも気付けず、なぜ自分の体が宙を舞っているか理解できないほどの速さと力の淀みのなさであった。
下弦之月（かげんのつき）
使用者：沙田美月
「上弦之月」と対を成す技。右足で土俵に三日月の軌跡を描きながら左上手出し投げを繰り出す。状況、位置取りによって上弦下弦を自在に使い分けることが可能。
双月（そうげつ）
使用者：沙田美月
相手の肘を極めながら片手でもう片方の手首を取り、相手の廻しにぶら下がるような形で両手に全体重をかけて引き倒す、自手取り型の上手出し投げ。沙田はこの技で高校生ながら相撲部屋の現役関取を投げていた。
月歩（月歩）
使用者：三日月宗近
大相撲編にて初披露。天賦の才による脅威の敏捷性と平衡感覚による、洗練された無感の足運び。それはさながら「重力から解き放たれたよう」と大和国に言わしめるほど。
花天月地（かてんげっち）
使用者：三日月宗近
大相撲編にて使用。右手の上手捻りと左足の手斧掛けを同時に行う併せ技。鬼丸が飛んで手斧掛けを躱したことにより、失敗に終わる。
大蛇断（おろちだち）
使用者：久世草介、ダニエル・ステファノフ
相手の廻しを取って上手投げを繰り出す。草介が父である大和国から受け継いだ技で、シンプルだがその威力は絶大。草介の代名詞的な必殺技として認識されている。ダニエルは体格の近い草介に投げられながらこの技を覚えた。
大相撲編では「指一本でも廻しに掛かれば、死」と言わしめるほど威力が増大しており、関取たちにも危険視され研究されていた。実際に右小指が廻しにかかっただけで大般若を投げ飛ばしている。
真・大蛇断（しん・おろちだち）
使用者：久世草介
IH団体戦決勝にて火ノ丸を相手に使用した。「静謐の相」で覚醒した状態で放った、大蛇断の強化版。
身神槌（みかづち）
使用者：久世草介
大蛇断を相手が堪えた反動を利用して放つ、呼び戻し。重力級の相手でさえも宙を舞う威力を誇る。草介は稽古場では使えたことはなかったが、IH団体決勝戦の火ノ丸との試合で本能的にこの技を放った。
六ツ胴斬（むつどうぎり）
使用者：天王寺獅童、國崎千比路
相手の肘を極めながら行う変形の「小手投げ」。鬼の首を落とし天下の名刀と謳われた童子切安綱の一太刀として、IH個人戦決勝トーナメントでは火ノ丸に土をつけた。関節が極っている状態から繰り出されるため、相手は無理に堪えると怪我をしかねないリスクもある危険な技でもある。
千比路も習得し、火ノ丸の送別相撲で使用している。
閃光（せんこう）
使用者：日景典馬、國崎千比路
長腕から繰り出される高い破壊力とスピードを持ち合わせた突き押し。その長いリーチは土俵上のほぼ全てが射程圏内のため、「最上級の突き押し」と呼称されている。
典馬との試合後に千比路も習得しているが、本家である典馬とのリーチと体格の違いによって回転数とリズムが異なっており、「あの突きはもう立派なチヒロ・スペシャル」と沙田に言わしめるように、典馬とは全くの別の技となっている。
雷（いかづち）
使用者：日景典馬、國崎千比路
高角度から持ち前の腕力で振り下ろされる強烈な素首落とし。
千比路は「閃光」と同じくコピーしており、IH団体戦準決勝で使用している。
万雷（ばんらい）
使用者：大典太光世
大相撲編から使用。横薙ぎの張り手が解禁されたことにより、あらゆる角度から飛んでくる閃光の強化版。
大車輪（だいしゃりん）上手投げ
使用者：大典太光世
大相撲編で使用。おっつけで相手を崩して投げる、兄・大景勝直伝の上手投げ。
羅城閉門・渇え殺し（らじょうへいもん・かつえごろし）
使用者：大包平彰義
上手も下手も許さない速攻相撲。相手と組み合った態勢で、相手の片腕を自身の脇の下に挟み、もう片方の手を相手の脇の下に添えた状態で押し出す。
羅城開門・武者返し（らじょうかいもん・むしゃがえし）
使用者：大包平彰義
変形型の掬い投げ。相手の突きを躱しつつ、相手の腕が伸びきったところを自身の両腕で挟みこみ片閂のように極めた状態で投げる。対戦相手は無理に堪えると肩を壊される可能性がある危険な技でもある。
龍尾刈り（りゅうびがり）
使用者：狩谷俊、鬼丸国綱
相手の懐に潜り込んだ状態から相手の腰を浮かし内掛けを繰り出す。小柄な身体ながら大きな対戦相手に対抗するために編み出した「小兵の王様」の技。
大相撲編では鬼丸が使用。自身の技の引き出しを解放するきっかけとなった分岐点として描かれている。既に本家の狩谷は相撲を引退していたが、幕内で鬼丸が使ったことに「ちょっと嬉しかったよ」と感想を述べていた。
大砲（おおづつ）
使用者：金盛剛
IH団体戦県予選で使用。文字通りの強烈な突き押し。技名は間宮が呼称。
狼牙（ろうが）
使用者：バトムンフ・バドバヤル
相撲における二枚蹴りを繰り出す。モンゴル相撲出身のバトならではの、高等技術を駆使した技。
起重進撃（きじゅうしんげき）
使用者：蜻蛉切瑠偉
相撲における吊り出しを繰り出す。欧州の血が備わった日本人離れの巨躯と腕力で、多少形が悪くとも相手を豪快に吊り上げることができ、その様は「起重機（クレーン）」と形容された。
秘技・くるくる大般若
使用者：大般若長光
相手の片手を掴んだ状態で、自身は横に回転して相手の腕を捻り、体勢を崩す技。
蒼天（そうてん）
使用者：刃皇
相撲における櫓投げを繰り出す。2メートルを超える大典太も豪快に投げ飛ばす、横綱刃皇の必殺技。

## 読切版
タイトルはいずれも連載版と同じ『火ノ丸相撲』。
増刊読切版
『少年ジャンプNEXT!』2013 SPRING掲載。
連載版との相違点
- 小関、レイナは火ノ丸と同学年となっており、小関の髪型が連載版と異なる。
- 相撲道場は不良たちがファイトクラブを主宰しており、佑真は暫定1位（本来の1位の生徒は停学中）となっている。
- 火ノ丸の父親はかつては最強の大関と呼ばれた人物だったが、火ノ丸が幼少の頃は家庭内暴力を行っており、彼が高校入学前に他界している。

本誌読切版
『週刊少年ジャンプ』2013年39号掲載。
連載版との相違点
- 小関、レイナが火ノ丸と同学年、相撲道場がファイトクラブとなっているのは「NEXT」と同じ。
- 大太刀高校の相撲部は以前は強豪だったが、部員の減少により廃部同然の状況となっている。
- 連載版に登場した柴木山親方は大太刀高校の校長として登場。火ノ丸とも旧知の間柄という設定。
- 佑真は火ノ丸との勝負後に相撲部に入部し、レイナはマネージャーとなる。

## 制作背景
本作の構想は作者の川田が相撲好きというところから始まった。川田が相撲をちゃんと見始めたのは朝青龍が一人横綱のころであり、こしのりょうのアシスタントをしていた時、職場のテレビで相撲中継が流れていた。一見「運で決まるものでは?」と思ってみていたが「その中で勝ち続けることができる理由を知りたい」「相撲においての"強さ"とはどんなものか」と考え、そうしたことからだんだん興味が湧き、過去の相撲も動画サイトなどで見始めた。
初期の構想ではダブル主人公で、火ノ丸の原型のような相撲好きのキャラクターが、ユーマのようなキャラクターを相撲部に勧誘するという話だった。しかし、これは内容を詰め込み過ぎており、キャラが多く、話も分かりにくかったという。それを描き直してできたのが増刊読切版『火ノ丸相撲』で、『少年ジャンプNEXT!』2013 SPRINGに掲載された。
その後、「真夏のジャンプ異才新人読切3連弾!!」の一つとして、『週刊少年ジャンプ』2013年39号に本誌読切版『火ノ丸相撲』を掲載。『週刊少年ジャンプ』2014年26号より連載版『火ノ丸相撲』をスタートした。
連載の決定から開始するまでの3ヶ月間で川田はアマチュア相撲を見に行き、敗れた選手の様子やリアルな表情を間近で見た川田は「3年間頑張っても一瞬で終わってしまう残酷さは大相撲よりもシビアなのではないか」と思い、高校相撲を題材にすることを決めた。

## テーマ・作風
作者の川田はスタイリッシュで中性的な男性キャラクターや可愛い女性キャラクターを描くことを苦手としている。そのため、自分の得意な部分を活かして、「暑苦しくて泥臭い、だからこそカッコいい」主人公として火ノ丸を描いている。
本作は「相撲が超好きなヤツが主人公」というコンセプトを持っている。そして、その主人公・火ノ丸が心と技と無理に鍛え上げた体で弱点である低身長をひっくり返していく姿がストーリーの軸となっている。また、周囲の人物を通して、火ノ丸だけでは描けない、弱い人間のストーリーも描いていくことが予定されている。
読者が競技としての相撲に興味を持てるように努めている。一方で、連載前に2010年代のジャンプ読者は相撲について良いイメージを持っていないことが想定されていた。そこでそのような読者の認識を覆すために、「熱い」作品になったのだという。それを反映したのが第1話の、他のクラブの生徒たちの「廻し姿とか恥ずかしくてマジ無理だわ」というセリフであり、作者自身は敢えて酷いことを言わせたという。

## 社会的評価
元小結・舞の海は取材のために単行本を読み、本作を評価するコメントをした。単行本1巻では藤巻忠俊（川田の師匠）が、単行本3巻では嶋田隆司（ゆでたまご）が、9巻では久保帯人がそれぞれ帯に推薦文をよせている。
『キン肉マン』の2015年以降に描かれた、相撲レスラー超人「ウルフマン」のエピソード2試合（引退試合・ルナイト戦）は、本作からインスパイアを受けたものであると、ゆでたまごが明かしている。この試合が収録された『キン肉マン』64巻帯に、川田は推薦文をよせている。
『週刊少年ジャンプ』読者からの反響は連載開始当初から好調で、担当編集者によると「“熱くシビれるスポーツマンガ”として非常に高いご支持」を受けているという。何度か漫画関連のランキングにランクインしている。また、第39回講談社漫画賞少年部門に非講談社作品でありながらノミネートされた（受賞は『七つの大罪』・『弱虫ペダル』）。

## ヴォイスコミック
集英社のヴォイスコミック「VOMIC」として、2015年2月に集英社VOMIC専門番組『VOMIC TV!』にて放送、同年3月からVOMIC公式サイトで配信された。

## テレビアニメ
2018年10月から2019年3月にかけてTOKYO MXほかにて放送された。ナレーションは井上和彦。次回予告はなく、Cパートの最後に次回サブタイトルが表示される。
半年間での放送期間で「高校生編」を最後まで描くにあたって、「火ノ丸が高校相撲の頂点に立つまでをシンプルに」「キャラクターの性格やドラマをなるべく前倒しにして見せる」をコンセプトに設定やエピソードの順番などにアレンジがなされている。

### スタッフ
- 原作 - 川田[23]
- 総監督・シリーズ構成・音響監督 - 宇田鋼之介[23]
- 監督 - 山本靖貴[23]
- キャラクターデザイン - 田中紀衣[23]
- メインアクション作監 - 楡木哲郎
- 美術監督 - 市倉敬
- 色彩設計 - 長尾朱美
- 編集 - 渡邉千波
- 撮影監督 - 武原健二
- 音楽 - ジェイムス下地
- 音楽プロデューサー - 堀切伸二
- 音楽制作 - ポニーキャニオン
- プロデューサー - 高橋知子、木下哲哉、大好誠、椛嶋麻菜美、大和田智之、鈴木脩一
- アニメーションプロデューサー - 吉本聡
- アニメーション制作 - GONZO[23]
- 制作 - NAS[23]
- 製作 -「火ノ丸相撲」製作委員会（NAS、ポニーキャニオン、集英社、CA-Cygamesアニメファンド、BS11、神南スタジオ）

### 主題歌
「FIRE GROUND」
第1クールオープニングテーマ。作詞・作曲は藤原聡、編曲・歌はOfficial髭男dism。
「Be the NAKED」
第2クールオープニングテーマ。作詞はSAEKI youthK、SHINYA、作曲はObi Mhondera、Kyler Niko、Coach & Sendo、編曲はCoach & Sendo、歌はLead。
「日出ズル場所」
第1クールエンディングテーマ。作詞は赤飯・ぽにきんぐだむ、作曲は324、編曲・歌はオメでたい頭でなにより。
「桜咲け」
第2クールエンディングテーマ。作詞・作曲は吉田優成、編曲は涌井啓一、歌は吉田山田。

### 各話リスト
| 話数       | サブタイトル               | 脚本     | 絵コンテ       | 演出       | 作画監督                                                                         | アクション作画監督 | 総作画監督 |
| ---------- | -------------------------- | -------- | -------------- | ---------- | -------------------------------------------------------------------------------- | ------------------ | ---------- |
| 第一番     | 国宝・鬼丸国綱             | 入江信吾 | 宇田鋼之介     | 宇田鋼之介 | 渡辺浩二                                                                         | 小澤和則           | 田中紀衣   |
| 第二番     | レスリングvs相撲           | 山本靖貴 | 山本靖貴       | 嵯峨敏     | 岡崎洋美 山村俊了                                                                | 楡木哲郎           | 田中紀衣   |
| 第三番     | 草薙剣                     | 山田由香 | 伴山人         | 大庭秀昭   | 山﨑展義                                                                         | 小澤和則           | 田中紀衣   |
| 第四番     | ダチ高の五人目             | 入江信吾 | 上坪亮樹       | 村山靖     | 岡辰也                                                                           | 楡木哲郎           | 田中紀衣   |
| 第五番     | さわやか☆力士 沙田美月     | 山本靖貴 | 斉藤啓也       | 斉藤啓也   | 南伸一郎 山村俊了 大石美絵 桜井木ノ実                                            | 小澤和則           | 田中紀衣   |
| 第六番     | 魁!!柴木山部屋             | 山田由香 | 西田正義       | 嵯峨敏     | Mubon Hyeong Jun Ryu Joong Hyeon Han Se Hwan                                     | 楡木哲郎           | 田中紀衣   |
| 第七番     | 愚直な道化                 | 入江信吾 | 大嶋博之       | 秦義人     | 桝井一平 川口弘明                                                                | 小澤和則           | 田中紀衣   |
| 第八番     | 覆水盆に返らず             | 山本靖貴 | 西田正義       | 池田重隆   | 萩原省智 櫻井拓郎 Kプロダクション Cho Yong Joo                                   | 楡木哲郎           | 岡崎洋美   |
| 第九番     | 鬼と月                     | 山田由香 | 若野哲也       | 若野哲也   | 田中紀衣 升谷由紀 佐藤愛架 下條祐未 阿部安佳里                                   | 若野哲也           | 田中紀衣   |
| 第十番     | 譲れない気持ち             | 入江信吾 | 斉藤啓也       | 斉藤啓也   | 南伸一郎 山本里織 しまだひであき                                                 | 楡木哲郎           | -          |
| 第十一番   | 焼肉                       | 山本靖貴 | 西田正義       | 村山靖     | 岡辰也 北條直明                                                                  | 小澤和則           | 大沢美奈   |
| 第十二番   | 激突!!名古屋城             | 山田由香 | ススキダトシオ | 前園文夫   | 小林一三 青柳謙二 飯飼一幸 小笠原理恵                                            | 楡木哲郎           | 鈴木光     |
| 第十三番   | 100円玉の修業              | 入江信吾 | 池田重隆       | 池田重隆   | PAK pro                                                                          | 小澤和則           | 鈴木光     |
| 第十四番   | インターハイ開幕           | 山本靖貴 | 西田正義       | 大久保唯男 | 七霊石                                                                           | 楡木哲郎           | 岡崎洋美   |
| 第十五番   | 鬼丸国綱と童子切安綱       | 山田由香 | 西田正義       | 奥野浩行   | 奥野浩行 萩原省智 七霊石 （柴辰鐘 周建 朱暁林） Kプロダクション（金海淑 洪青龍） | 小澤和則           | -          |
| 第十六番   | 国宝 is デリシャス         | 入江信吾 | 高本宣弘       | 土屋康郎   | Jo Yongjoo Kim Daehoon Kim Heekang                                               | 楡木哲郎           | 阿部恒     |
| 第十七番   | 相撲の神に愛された男       | 成田良美 | 池田重隆       | 池田重隆   | 萩原省智 櫻井拓郎 辻浩樹 Zearth Sato Kプロダクション（金海淑 洪青龍）            | 小澤和則           | 鈴木光     |
| 第十八番   | 僕の克ち方                 | 山田由香 | ススキダトシオ | 吉川志我津 | 大沢美奈 しまだひであき 山本里織 山村俊了                                        | 楡木哲郎           | 大沢美奈   |
| 第十九番   | 弱き心に、強き意志         | 入江信吾 | 大庭秀昭       | 前園文夫   | 小林一三 青柳謙二 飯飼一幸 小笠原理恵 大野勉 山崎展義                            | 小澤和則           | 岡崎洋美   |
| 第二十番   | 鬼丸国綱と童子切安綱、再び | 成田良美 | 大嶋博之       | おゆなむ   | 七霊石                                                                           | 楡木哲郎           | -          |
| 第二十一番 | バカとバカ                 | 山田由香 | 池田重隆       | 池田重隆   | 萩原省智 辻浩樹 櫻井拓郎 Zearth Sato Kプロダクション（金海淑 洪青龍）            | 小澤和則           | 岡崎洋美   |
| 第二十二番 | 忘れられた国宝・鬼切安綱   | 入江信吾 | 川村賢一       | 土屋康郎   | Jo Yongjoo Kim Heekang In Taesun Kim Daehoon Jeoung Jinyoung 管振宇              | 阿部恒             | -          |
| 第二十三番 | 発気揚々                   | 成田良美 | 池田重隆       | 池田重隆   | 鈴木光                                                                           | 小澤和則           | -          |
| 第二十四番 | 夢の続き                   | 山田由香 | 宇田鋼之介     | 関谷真実子 | 山本里織 岡崎洋美 山崎展義 阿部恒 しまだひであき 大沢美奈                        | 楡木哲郎           | 岡崎洋美   |

### 放送局
| 放送期間                      | 放送時間                     | 放送局       | 対象地域 | 備考                             |
| ----------------------------- | ---------------------------- | ------------ | -------- | -------------------------------- |
| 2018年10月5日 - 2019年3月29日 | 金曜 22:00 - 22:30           | TOKYO MX     | 東京都   |                                  |
|                               | 金曜 23:30 - 土曜 0:00       | サンテレビ   | 兵庫県   |                                  |
|                               |                              | BS11         | 日本全域 | 製作参加 / BS放送 / 『ANIME+』枠 |
| 2018年10月6日 - 2019年3月30日 | 土曜 1:58 - 2:28（金曜深夜） | TVQ九州放送  | 福岡県   |                                  |
| 2018年10月7日 - 2019年3月31日 | 日曜 2:50 - 3:20（土曜深夜） | テレビ愛知   | 愛知県   |                                  |
| 2018年10月10日 - 2019年4月3日 | 水曜 23:00 - 23:30           | とちぎテレビ | 栃木県   |                                  |
| 2018年11月4日 -               | 日曜 19:30 - 20:00           | アニマックス | 日本全域 | BS/CS放送 / リピート放送あり     |

| 配信開始日     | 配信時間           | 配信サイト |
| -------------- | ------------------ | --- |
| 2018年10月5日  | 金曜 22:00 - 22:30 | AbemaTV |
| 2018年10月11日 | 木曜 0:00 更新     | GYAO! dアニメストア U-NEXT アニメ放題 dTV FOD あにてれ Hulu バンダイチャンネル Rakuten TV HAPPY!動画 TSUTAYA TV ニコニコチャンネル ビデオマーケット DMM.com ひかりTV Amazon Prime Video J:COMオンデマンド ビデオパス milplus Netflix アニマックス for Prime Video |

### BD / DVD
| 巻 | 発売日        | 収録話          | 規格品番   | 規格品番   |
| 巻 | 発売日        | 収録話          | BD         | DVD        |
| -- | ------------- | --------------- | ---------- | ---------- |
| 一 | 2019年1月16日 | 第1話 - 第4話   | PCXG-50641 | PCBG-53221 |
| 二 | 2019年2月20日 | 第5話 - 第8話   | PCXG-50642 | PCBG-53222 |
| 三 | 2019年3月20日 | 第9話 - 第12話  | PCXG-50643 | PCBG-53223 |
| 四 | 2019年4月17日 | 第13話 - 第16話 | PCXG-50644 | PCBG-53224 |
| 五 | 2019年6月5日  | 第17話 - 第20話 | PCXG-50645 | PCBG-53225 |
| 六 | 2019年7月3日  | 第21話 - 第24話 | PCXG-50646 | PCBG-53226 |

## 書誌情報
全て集英社発行

### 漫画本編
- 川田 『火ノ丸相撲』 〈ジャンプ・コミックス〉、全28巻
  1. 「潮 火ノ丸」2014年9月9日発行（9月4日発売[集 1]）、ISBN 978-4-08-880254-1
  2. 「鬼丸国綱と三日月宗近」2014年11月9日発行（11月4日発売[集 2]）、ISBN 978-4-08-880255-8
  3. 「関東新人大会開幕」2015年2月9日発行（2月4日発売[集 3]）、ISBN 978-4-08-880305-0
  4. 「鬼丸国綱と草薙剣」2015年4月8日発行（4月3日発売[集 4]）、ISBN 978-4-08-880334-0
  5. 「伸びしろ」2015年7月8日発行（7月3日発売[集 5]）、ISBN 978-4-08-880428-6
  6. 「想定を超えろ!!」2015年9月9日発行（9月4日発売[集 6]）、ISBN 978-4-08-880464-4
  7. 「仲間」2015年11月9日発行（11月4日発売[集 7]）、ISBN 978-4-08-880501-6
  8. 「鬼丸国綱と三日月宗近、再び」2016年2月9日発行（2月4日発売[集 8]）、ISBN 978-4-08-880606-8
  9. 「潮火ノ丸と小関信也」2016年4月9日発行（4月4日発売[集 9]）、ISBN 978-4-08-880653-2
  10. 「100円玉の修行」2016年7月9日発行（7月4日発売[集 10]）、ISBN 978-4-08-880688-4
  11. 「鬼丸国綱と童子切安綱」2016年9月7日発行（9月2日発売[集 11]）、ISBN 978-4-08-880778-2
  12. 「波乱の予感」2016年11月9日発行（11月4日発売[集 12]）、ISBN 978-4-08-880808-6
  13. 「童子切安綱と草薙剣」2017年2月8日発行（2月3日発売[集 13]）、ISBN 978-4-08-881003-4
  14. 「大太刀高校と白楼高校」2017年4月9日発行（4月4日発売[集 14]）、ISBN 978-4-08-881048-5
  15. 「鬼丸国綱と童子切安綱、再び」2017年6月7日発行（6月2日発売[集 15]）、ISBN 978-4-08-881176-5
  16. 「どうだった…？」2017年9月9日発行（9月4日発売[集 16]）、ISBN 978-4-08-881203-8
  17. 「鬼丸国綱と草薙剣、再び」2017年11月7日発行（11月2日発売[集 17]）、ISBN 978-4-08-881222-9
  18. 「あれから…」2018年1月9日発行（1月4日発売[集 18]）、ISBN 978-4-08-881319-6
  19. 「序章」2018年3月7日発行（3月2日発売[集 19]）、ISBN 978-4-08-881360-8
  20. 「愛があるなら」2018年5月7日発行（5月2日発売[集 20]）、ISBN 978-4-08-881410-0
  21. 「地獄巡り」2018年8月8日発行（8月3日発売[集 21]）、ISBN 978-4-08-881536-7
  22. 「番付発表」2018年10月9日発行（10月4日発売[集 22]）、ISBN 978-4-08-881587-9
  23. 「愛しているか!!?」2018年12月9日発行（12月4日発売[集 23]）、ISBN 978-4-08-881664-7
  24. 「反撃の狼煙」2019年2月9日発行（2月4日発売[集 24]）、ISBN 978-4-08-881721-7
  25. 「鬼丸国綱と草薙剣、三度」2019年5月7日発行（5月2日発売[集 25]）、ISBN 978-4-08-881830-6
  26. 「冴ノ山という男」2019年7月9日発行（7月4日発売[集 26]）、ISBN 978-4-08-881879-5
  27. 「道の果て」2019年10月9日発行（10月4日発売[集 27]）、ISBN 978-4-08-881879-5
  28. 「潮火ノ丸と"相撲"」2019年12月9日発行（12月4日発売[集 28]）、ISBN 978-4-08-882140-5

### 小説
- 川田、久麻當郎 『火ノ丸相撲 四十八手』 〈JUMP j BOOKS〉
  - 「壱」2016年2月4日発売[集 29]、ISBN 978-4-08-703387-8
  - 「弐」2017年11月2日発売[集 30]、ISBN 978-4-08-703436-3
  - 「参」2018年10月4日発売[集 31]、ISBN 978-4-08-703462-2